# Medlemmer af Videnskabernes Selskab
Listen over indenlandske medlemmer af Videnskabernes Selskab 2022 er baseret på selskabets medlemsliste per 19. marts 2022. Listen over medlemmer af Videnskabernes Selskab indvalgt mellem 1942 og 1992 er baseret på listen i Mogens Blegvad (1992). Listen over medlemmer af Videnskabernes Selskab indtil 1942 er baseret på listen i Det Kongelige Danske Videnskabernes Selskab 1742-1942, bind 1 fra 1942. Denne liste er således kun komplet for perioden 1742-1942.

## Indenlandske medlemmer af selskabet 2022
Indenlandske medlemmer ultimo marts 2022. Medlemmernes fagområde(r) er angivet efter medlemmets navn.
1. Rebecca Adler-Nissen; Statskundskab, international politik
2. Jens Als-Nielsen; Fysik, synkrotronstråling, neutrondiffraktion, overfladestrukturer, faststoffysik
3. Jan Ambjørn; Fysik
4. Niels O. Andersen; Fysik
5. Torben Andersen; Nationaløkonomi
6. Torkild Andersen; Fysik, atomfysik, molekylfysik, optisk fysik
7. Henning Haahr Andersen: Matematik, algebra
8. Svend Olav Andersen; Biokemi
9. Charlotte Appel; Historie
10. Peter Arctander; Biologi, evolution, molekylær genetik
11. Carl Bache; Engelsk sprog, sprogvidenskab
12. Henrik Balslev; Tropisk botanik
13. Ole Barndorff-Nielsen; Stokastik
14. Hans Basbøll; Nordiske sprog med særligt henblik på dansk sprog og nyere lingvistiske studieområder
15. Ellen Margrethe Basse; Jura (miljøret)
16. Jesper Bendix; Uorganisk kemi, magnetokemi, biomimetisk kemi
17. Morten Bennedsen; Økonomi
18. Christian Berg; Matematik, potentialteori, harmonisk analyse, momentproblemer
19. John Bergsagel; Musikhistorie, musik i middelalderen og renæssancen, engelsk musik, amerikansk musik (indtil 1950), norsk musik
20. Dorthe Berntsen; Psykologi
21. Flemming Besenbacher; Nanoscience, faststoffysik, overfladefysik, heterogen katalyse
22. Trine Bilde; Evolutionsbiologi
23. Lars Birkedal; Datalogi
24. Thomas Bjørnholm; Kemi, fysik, nanoteknologi
25. David Bloch; Græsk, latin, antikkens og middelalderens filosofi
26. Frede Blaabjerg; Effektelektronik
27. Klaus Bock; Organisk kemi, kulhydratkemi, NMR-spektroskopi, kulhydrat-proteininteraktioner, glykopeptider
28. Tomas Bohr; Fysik, komplekse systemer
29. Henrik Bohr; Molekylær biofysik, fysisk kemi, kvantekemi
30. Anja Boisen; Nanoteknologi, mikrosystemer, sensorer, nye systemer til oral administration af medicin
31. Mikael Bols; Bioorganisk kemi
32. Søren Brunak; Bioinformatik, systembiologi, medicinsk informatik
33. Henrik Bruus; Fysik
34. Claus Bræstrup; Lægemiddeldesign
35. Hans Bräuner-Osborne; Molekylær farmakologi, medicinalkemi
36. Vagn Buchwald; Metallurgi, arkæometallurgi, specielt bronze og jern i Danmarks oldtid og middelalder, meteoritter
37. Else Marie Bukdahl; Kunsthistorie, det 18. og 20. årh. kunstæstetik, kunstkritik, kunst og filosofi
38. Claus Bundesen; Psykologi
39. Søren Buus; Immunologi
40. Jørgen Christensen-Dalsgaard; Stjerners struktur og udvikling, helio- og asteroseismologi.
41. Henrik Clausen; Glykobiologi
42. Finn Collin; Filosofi
43. Dorthe Dahl-Jensen; Isfysik, glaciologi, klimaforskning
44. Ning de Coninck-Smith; Barndoms-, skole- og uddannelseshistorie, social- og kulturhistorie 19. og 20. århundrede, arkitekturhistorie
45. Susanne Ditlevsen; Statistik, stokastiske processer, matematisk biologi, computational neuroscience
46. Michael Drewsen; Atomar, molekylær og optisk fysik
47. Kirsten Drotner; Medievidenskab
48. Jeppe Dyre; Fysik, seje væskers fysik
49. Sten Ebbesen; Senantik og middelalderlig filosofi, græsk, latin
50. Bo Elberling; Miljø, geokemi, pedologi
51. Elisabeth Engberg-Pedersen; Kognitiv-funktionel lingvistik, autisme og sprog, dansk tegnsprog
52. Troels Engberg-Pedersen; Antik filosofi, Ny Testamente
53. Henrik Enghoff; Biogeografi, taksonomi
54. Tom Fenchel; Marinbiologi, økologi, evolutionsbiologi
55. Jes Forchhammer; Kræftforskning, RNA-tumorvirus, molekylærbiologi, onkogener, suppressorgener
56. Søren Fournais; Matematik, matematisk fysik
57. Karen Margarita Frei; Arkæometri
58. Else Marie Friis; Palæontologi, palæobotanik, evolutionsbotanik, angiospermfylogeni
59. Ib Friis; Botanik, systematik, plantegeografi, diversitet, tropisk vegetation, afrikansk flora, botanikkens historie
60. Bent Fuglede; Matematik
61. Vincent Gabrielsen; Historie, antikkens historie
62. Mirjam Gelfer-Jørgensen; Kunsthistorie, designhistorie, jødisk kunst, islamisk kunst
63. Ulrik Gether; Molekylær neurofarmakologi
64. Tom Gilbert; Evolutionary Biology, Ecology, Genomics
65. Kurt Vesterager Gothelf; Kemi, nanoteknologi
66. Lone Gram; Bakteriologi. Bakteriers økologi, genetik og fysiologi, bioteknologi, naturstofkemi
67. Frans Gregersen; Dansk sprog, sociolingvistik
68. Torben Greve; Husdyrenes reproduktionsbiologi (forplantning og frugtbarhed)
69. Jesper Grodal; Matematik
70. Anja Groth; Epigenetik, dna replikation, kromatin, kræftbiologi
71. Arne Grøn; Teologi (etik og religionsfilosofi), filosofi
72. Bjarne Grønnow; Arkæologi, etnohistorie
73. Nina Grønnum; Fonetik, fonologi
74. Barbara Ann Halkier; Plantebiologi
75. Claus Hammer; Polarforskning, klima, atmosfærekemi, vulkanisme
76. Lise Hannestad; Klassisk arkæologi
77. Mogens Herman Hansen; Klassisk filologi, historie, demografi, politologi
78. Ole Hansen; Kernefysik
79. Hans Jørgen Hansen; Geologi, palæontologi
80. John Renner Hansen; Eksperimentel partikelfysik
81. Michael Møller Hansen; Populationsgenetik og -genomics, evolutionsbiologi, naturforvaltning, fiskebiologi
82. Peter Harder; Engelsk grammatik, teoretisk lingvistik
83. Kirsten Blinkenberg Hastrup; Antropologi, Arktiske forhold
84. Morten Rievers Heiberg; Spansk historie
85. Kristian Helin; Molekylærbiologi, onkologi, biokemi, genetik, cellebiologi
86. Stig Hjarvard; Medievidenskab
87. Jens Hjorth; Astrofysik, kosmologi
88. Else Kay Hoffmann; Cellefysiologi, signaltransduktion, cellulær kommunikation, membranfysiologi, biokemi
89. Marianne Holmer; Biologi
90. Mads Kähler Holst; Arkæologi
91. Jens Juul Holst; Fysiologi
92. Liv Hornekær; Materialefysik
93. Hans Hultborn; Fysiologi, neurobiologi
94. Finn Ove Hvidberg-Hansen; Semitiske sprog, arabisk, aramaisk, hebraisk, syrisk, ugaritisk, ethiopisk
95. Jesper Høgenhaven; Teologi, Gammel Testamente, dødehavsteksterne
96. Liselotte Højgaard; Klinisk fysiologi og nuklearmedicin
97. Knud Haakonssen; Den nyere tids filosofihistorie, oplysningstiden, rets- og politisk filosofi
98. Bo Brummerstedt Iversen; Kemi, materialekemi, krystallografi
99. Dorte Juul Jensen; Materialeforskning, metaller, Avanceret karakterisering, elektronmikroskopi, neutron- samt røntgenspredning
100. Christian Søndergaard Jensen; Datalogi
101. Jørgen Steen Jensen; Numismatik, historie, Østeuropas historie
102. Torben Heick Jensen; Molekylærbiologi, biokemi, genetik
103. Eva Skafte Jensen; Dansk sprog, tekstvidenskab
104. Kaj Sand Jensen; Vandplanters fysiologi og økologi
105. Minna Skafte Jensen; Græsk, latin
106. Mogens Høgh Jensen; Fysik, fraktaler, turbulens
107. Eva Vedel Jensen; Matematisk statistik, stokastisk geometri
108. Knud J. V. Jespersen; Historie
109. Hans Christian Johansen; Økonomisk historie
110. Peter Johansen; Datalogi, digital billedbehandling, mønstergenkendelse, datamatsyn, informationsteori, datakompression
111. Søren Johansen; Sandsynlighedsregning, matematisk statistik, tidsrække-økonometri
112. Marja Jäättelä; Kræftforskning, celle- og molekylærbiologi
113. Sved-Aage Jørgensen; Tysk litteratur 18. og 19. århundrede, litterære utopier, tysk og dansk litteratur i vekselvirkning
114. Karl Anker Jørgensen; Kemi
115. Bo Barker Jørgensen; Mikrobiel økologi, marin bio-geokemi og mikrobiologi, processer i havbunden
116. Ole Kiehn; Neurovidenskab
117. Morten Kielland-Brandt; Genetik, molekylærbiologi, biokemi
118. Thomas Kiørboe; Biologisk oceanografi
119. Jørgen Kjems; Molekylærbiologi, nanoteknologi
120. Jørgen K. Kjems; Fysik
121. Gitte Moos Knudsen; Neurobiologi (hjerneforskning)
122. Carl Henrik Koch; Filosofi- og videnskabshistorie
123. Lene Koch; Historie, folkesundhedsvidenskab
124. Birthe Kragelund; Strukturel biologi og NMR spektroskopi
125. Helge Kragh; Videnskabshistorie
126. Reinhardt Møbjerg Kristensen; Polarforskning, liv under ekstreme betingelser, zoologi, marinbiologi, meiofauna, beskrivelse af nye dyrerækker, taksonomi
127. Charlotte Fløe Kristjansen; Fysik, teoretisk partikelfysik
128. Anders Krogh; Bioinformatik
129. Povl Krogsgaard-Larsen; Medicinalkemi, lægemiddelkemi, molekylær farmakologi
130. Michael Kühl; Mikrobiologi, marinbiologi, mikrobiel økologi
131. Niels Kærgård; Jordbrugspolitik, økonomisk politik, økonomiske teoriers historie, økonomisk historie
132. Simo Køppe; Psykologi. Humanioras, især psykologiens, videnskabsteori og -historie
133. David Lando; Finansiel økonomi, matematisk finansieringsteori
134. Lotte Melchior Larsen; Geologi, specielt geokemi og petrologi
135. Erik Hviid Larsen; Biologi, fysiologi, biofysik
136. Mogens Trolle Larsen; Assyriologi
137. Kim Guldstrand Larsen; Datalogi, herunder specifikation og verifikation af softwaresystemer
138. Ulrik Lassen; Industriel forskning, samarbejde mellem offentlig og privat forskning, bioteknologi, lægemidler
139. Steffen Lauritzen; Matematisk statistik, grafiske modeller
140. Martin Schwarz Lausten; Teologi, kirkehistorie
141. Gunner Lind; Historie
142. Jan Linderberg; Teoretisk kemi
143. Peter Lodahl; Kvantefysik
144. Jonna Louis-Jensen; Islandsk sprog og litteratur, især middelalderlitteratur
145. Hans Peter Lund; Fransk, fransk litteratur, litterær oversættelsesteori
146. Flemming Lundgreen-Nielsen; Dansk og nordisk litteratur og litteraturhistorie. Grundtvig
147. Jesper Lützen; Matematik, eksakte videnskabers historie
148. Anne Løkke; Historie, især dansk social- og kulturhistorie
149. Ib Madsen; Matematik
150. Jes Madsen; Teoretisk astrofysik
151. Mikael Rask Madsen; Retssociologi, international ret
152. Emil Makovicky; Geologi
153. Susanne Mandrup; Biokemi og Molekylærbiologi
154. Poul Christian Matthiessen; Demografi
155. Arvid B. Maunsbach; Cellebiologi, elektronmikroskopi, biomembraner, Na,K-ATPase, eksperimentel nyreforskning
156. Morten Meldal; Kombinatorisk kemi, enzymologi, cellesignalering, polymerkemi og design, kemisk biologi
157. Axel Michelsen; Fysiologi, biofysik, adfærd
158. Olaf Michelsen; Geologi
159. Gretty Mirdal; Klinisk psykologi, transkulturel psykologi, sundhedspsykologi, traumabehandling
160. Søren Kragh Moestrup; Medicinsk biokemi
161. Øjvind Moestrup; Botanik med særligt henblik på alger
162. Søren Molin; Molekylær mikrobiologi, infektionsmikrobiologi, bakteriel bioteknologi
163. Peder Mortensen; Arkæologi
164. Ben Mottelson; Teoretisk fysik, atomkernefysik
165. Ole G. Mouritsen; Fysisk kemi, statistisk fysik, biofysik, membranfysik, gastrofysik
166. Birger Lindberg Møller; Plantebiokemi, plantefysiologi, plantemolekylærbiologi, syntesebiologi
167. Jørgen Møller; Statskundskab, komparativ politik, historisk sociologi
168. Klaus Mølmer; Teoretisk atomfysik og kvanteoptik
169. Maiken Nedergaard; Neurovidenskab
170. Ida Nicolaisen; Antropologi
171. Lauge Olaf Nielsen; Kirkehistorie
172. Brian Bech Nielsen; Fysik, nanoscience
173. Niels Christian Nielsen; Kemi, NMR-spektroskopi, proteinstrukturer, membranproteiner
174. Søren Nielsen; Molekylær cellebiologi, fysiologi, patofysiologi
175. Ole John Nielsen; Atmosfærekemi
176. Marita Akhøj Nielsen; Nordisk filologi, ældre dansk litteratur
177. Tobias Wang Nielsen; Sammenlignende fysiologi og zoologi
178. Holger Bech Nielsen; Fysik, højenergifysik, teoretisk højenergifysik, kvantegravitation, fundamental fysik
179. Poul Erik Nissen; Astronomi, astrofysik
180. Poul Nissen; Molekylærbiologi, molekylær neurobiologi, strukturbiologi, membranproteiner, elektronmikroskopi, røntgen- og neutronspredning
181. Nanna Noe-Nygaard; Geologi
182. Marie-Louise Nosch; Tekstilhistorie og tekstilarkæologi
183. Jesper Nygård; Fysik, faststoffysik, nanoteknologi
184. Morten Nøjgaard; Fransk og spansk litteraturvidenskab, moderne fransk syntaks, litteraturteori, græsk-romersk fabeldigtning, romansk filologi
185. Jens Kehlet Nørskov; Fysik, kemi
186. Lene Oddershede; Biofysik, optiske pincetter, enkelt molekylestudier, celledynamik
187. Poul Olesen; Teoretisk fysik, partikelfysik, grænseområdet mellem astrofysik og partikelfysik
188. Søren-Peter Olesen; Cellulær og molekylær fysiologi; hjertesygdomme
189. Birger Munk Olsen; Middelalderfilologi, middelalderkultur, palæografi, bibliotekshistorie
190. Karen Fog Olwig; Antropologi
191. Daniel Otzen; Protein-biofysik
192. Marianne Pade; Klassisk filologi, nylatin, renæssancehumanisme
193. Michael Broberg Palmgren; Plantefysiologi
194. Thomas Pape; Zoologi, taxonomi, systematik, evolution
195. Olaf Paulson; Hjernens funktion og fysiologi, hjernens blodcirkulation, billeddannende undersøgelser af hjernen
196. Finn Skou Pedersen; Onkologisk molekylærbiologi
197. Lasse Heje Pedersen; Finansiering, økonomi
198. Peder Jørgen Pedersen; Nationaløkonomi, arbejdsmarkedsforhold
199. Bente Klarlund Pedersen; Muskelfysiologi, metabolisme, inflammation, infektionsmedicin, intern medicin
200. Morten Pedersen; Social datavidenskab, antropologi
201. Stine Helene Falsig Pedersen; Cellebiologi, iontransportproteiners struktur og regulering, syre-base regulering, cancer
202. Michael Bang Petersen; Statskundskab
203. Ove Poulsen; Optisk fysik, mikroteknologier, energi, forskningspolicy
204. Pia Quist; Sociolingvistik, dialektforskning
205. Carsten Rahbek; Zoologi, biogeografi, makroøkologi, naturforvaltning
206. Rubina Raja; Klassisk arkæologi
207. Svend Erik Rasmussen; Uorganisk kemi, faststofkemi, krystallografi
208. Kaare Lund Rasmussen; Arkæometri
209. Jens Rehfeld; Biologisk aktive peptider
210. Peter Roepstorff; Massespektrometri, molekylærbiologi, proteinkemi
211. Andreas Roepstorff; Antropologi, biologi, sundhedsvidenskab
212. Minik Rosing; Geologi
213. Jesper Ryberg; Filosofi, retsfilosofi, anvendt etik
214. Kim Ryholt; Egyptologi
215. Mikael Rørdam; Matematik
216. Mikkel H. Schierup; Populationsgenetik, evolution, bioinformatik
217. Birgit Schiøtt; Kemi, medicinalkemi, nanoscience, biofysik
218. Henrik Schlichtkrull; Matematik (harmonisk analyse, Lie-grupper, symmetriske rum)
219. Majken Schulz; Ledelse, kommunikation og organisationsteori
220. Thue Schwartz; Molekylær endokrinologi og farmakologi, proteinkemi
221. Lene Schøsler; Lingvistik, romansk filologi
222. Peter Sigmund; Fysik, partikel-stofvekselvirkning
223. Ole Sigmund; Mekanik, optimering, multifysik
224. Lone Simonsen; Infectious Disease Epidemiology, Global Health, Vaccines, Modeling, Program Evaluation
225. Birgitte Skadhauge; Plantefysiologi og forædling
226. Jakob Skovgaard-Petersen; Islamiske studier, arabiske samfund
227. Troels Skrydstrup; Organisk kemi og katalyse
228. Nina Smith; Arbejdsmarkedsøkonomi, velfærdsøkonomi
229. Kim Sneppen; Fysik, biologisk fysik, komplekse systemer
230. Jan Philip Solovej; Matematik, matematisk fysik
231. Henrik Stapelfeldt; Kemi/fysik
232. Lars Stemmerik; Geologi
233. Frederik Stjernfelt; Litteratur, semiotik
234. Arne Strid; Botanik, systematisk botanik, plantegeografi, evolutionslære, Grækenlands flora
235. Finn Surlyk; Geologi, sedimentologi, olie, stratigrafi, palæontologi
236. Jens-Christian Svenning; Økoinformatik, makroøkologi, biogeografi, økologi, klimabiologi
237. Peter Birch Sørensen; Nationaløkonomi
238. Jakob Balslev Sørensen; Neurovidenskab, biologi
239. Michael Sørensen; Matematisk statistik, anvendt sandsynlighedsregning
240. Ditlev Tamm; Dansk og europæisk retshistorie, historie, romerret, kirkeret, dansk politisk historie og almindelig kulturhistorie
241. Carsten Thomassen; Matematik
242. Mikkel Thorup; Teoretisk datalogi
243. Hans Thybo; Geofysik, geovidenskab, tektonik, seismologi
244. Niels Thygesen; International økonomi, europæisk integration
245. Christian Troelsgård; Byzantinsk musik, græsk og latinsk filologi
246. Jens Ulstrup; Uorganisk og teoretisk kemi, metallers kemi i biologiske systemer, nanoskalakemi
247. Margit Warburg; Religionssociologi
248. Anette Warring; Historie
249. Jesper Wengel; Organisk kemi, kemisk molekylærbiologi
250. Ole Westergaard; Biokemi
251. Ulla Wewer; Cellebiologi og molekylær patologi
252. Eske Willerslev; Evolution, fossilt dna
253. Carsten Wiuf; Statistik, matematisk biologi, bioinformatik
254. Ole Wæver; International politik, statskundskab, sikkerhedsstudier, fredsforskning, konfliktteori, videnskabssociologi
255. Dan Zahavi; Filosofi
256. Keld Zeruneith; Nordisk filologi
257. Per Øhrgaard; Tysk (litteratur, samfund, historie)
258. Leif Østergaard; Magnetisk resonans imaging, matematisk modellering, neurovidenskab
259. Lene Østermark-Johansen; Engelsk litteratur, kunsthistorie

## Indenlandske medlemmer indvalgt mellem 1942 og 1992
Årstallet for indvalg angiver året for hvornår de blev foreslået og godkendt som medlemmer. Listen er baseret på Blegvad (1992).
Forkortelser: H: Humanistisk klasse; Nmf: Naturvidenskabelig klasse, matematisk-fysik; Nb: Naturvidenskabelig klasse, biologisk.
| Navn                                  | Indvalgt | Nummer | Klasse | Født | Død   | Fagområde |
| ------------------------------------- | -------- | ------ | ------ | ---- | ----- | --- |
| Jens Als-Nielsen                      | 1981     | 650    | Nmf    | 1937 |       | Fysik, synkrotronstråling, neutrondiffraktion, overfladestrukturer, faststoffysik                                                                     |
| Einar Anton Andersen                  | 1958     | 468    |        | 1905 | 1987  | Geodæsi |
| Ellen Andersen                        | 1984     | 675    | H      | 1937 | 2018  | Økonometri, makroøkonomiske modeller. |
| Erik Albrecht Sparre Andersen         | 1962     | 498    |        | 1919 | 2003  | Matematik |
| Jens Ulrik Andersen                   | 1982     | 660    | Nmf    | 1941 | 2019  | Fysik |
| Poul Max Henrik Andersen              | 1968     | 522    |        | 1901 | 1985  | Dansk dialektologi |
| Svend Olav Andersen                   | 1977     | 586    | Nb     | 1929 |       | Biokemi, zoofysiologi |
| Svend Thorkild Andersen               | 1974     | 558    | Nb     | 1926 | 2009  | Statsgeolog ved Danmarks Geologiske Undersøgelse |
| Torkild Andersen                      | 1979     | 624    | Nmf    | 1934 |       | Fysik, atomfysik, molekylfysik, optisk fysik |
| Arthur Arnholtz                       | 1965     | 510    |        | 1901 | 1973  | Foredragslære og metrik |
| Erling Asmussen                       | 1962     | 499    |        | 1907 | 1991  | Gymnastikteori |
| Jes Peter Asmussen                    | 1973     | 556    |        | 1928 | 2002  | Iransk filologi |
| Johannes Robert Wirenfeldt Asmussen   | 1962     | 500    |        | 1903 | 1984  | Kemi |
| Peter Heinrich Nielsen Bach           | 1974     | 559    |        | 1905 | 1984  | Germansk filologi |
| Povl Bagge                            | 1962     | 501    |        | 1902 | 1991  | Historie |
| Børge Nielsen Bak                     | 1958     | 469    |        | 1912 | 1990  | Molekylspektroskopi |
| Thor Anders Bak                       | 1965     | 511    | Nmf    | 1929 | 2017  | Kemi, kinetik, statistisk mekanik, termodynamik, matematiske modeller                                                                                 |
| Carl Johan Ballhausen                 | 1965     | 512    | Nmf    | 1926 | 2010  | Kemi |
| Jakob Leth Balling                    | 1989     | 711    | H      | 1928 | 2012  | Kirkehistorie, oldtidens og ældre europæisk kristendomshistorie, grænseområder mellem teologi- og litteraturhistorie                                  |
| Thøger Sophus Vilhelm Bang            | 1943     | 456    |        | 1917 | 1997  | Matematik |
| Kaj Barr                              | 1945     | 413    |        | 1896 | 1970  | Klassisk og iransk filologi |
| Ole Barndorff-Nielsen                 | 1980     | 636    | Nmf    | 1935 |       | Matematik, matematisk statistik, stokastik |
| Hans Basbøll                          | 1991     | 726    | H      | 1943 |       | Nordiske sprog med særligt henblik på dansk sprog og nyere lingvistiske studieområder.                                                                |
| Gunnar Bech                           | 1962     | 502    |        | 1920 | 1981  | Tysk sprog, sammenlignende sprogvidenskab, germansk filologi                                                                                          |
| Klaus Bechgaard                       | 1984     | 676    | Nmf    | 1945 | 2017  | Organisk kemi, almen kemi, faststoffysik, superledning, materialekemi                                                                                 |
| Carl Johan Becker                     | 1961     | 488    |        | 1915 | 2001  | Nordisk arkæologi, europæisk forhistorie |
| Olav Behnke                           | 1974     | 560    |        | 1929 | 1995  | Cytologi |
| Christian Berg                        | 1982     | 661    |        | 1944 |       | Matematik, potentialteori, harmonisk analyse, momentproblemer.                                                                                        |
| Kaj Berg                              | 1954     | 447    |        | 1899 | 1972  | Ferskvandsbiologi |
| John Dagfinn Bergsagel                | 1985     | 685    | H      | 1928 |       | Musikhistorie, musik i middelalderen og renæssancen, engelsk musik, amerikansk musik (indtil 1950), norsk musik (overført fra udenl. medlem nr. 1089) |
| Asger Berthelsen                      | 1977     | 587    | Nmf    | 1928 | 2011  | Geologi |
| Ole Berthelsen                        | 1979     | 625    |        | 1919 | 2003  | Geologi |
| Gert Due Billing                      | 1990     | 717    |        | 1946 | 2002  | Kemi |
| Tove Birkelund                        | 1971     | 540    | Nmf    | 1928 | 1986  | Historisk geologi (sammen med Bodil Jerslev Lund det første kvindelige medlem af den Naturvidenskabelige Klasse)                                      |
| Kaj Birket-Smith                      | 1951     | 433    |        | 1893 | 1977  | Etnografi |
| Anders Poulsen Bjerrum                | 1971     | 541    |        | 1903 | 1984  | Dansk sprog |
| Jannik Bjerrum                        | 1948     | 418    |        | 1909 | 1992  | Kemi |
| Erling Bjøl                           | 1974     | 561    |        | 1918 |       | Statskundskab (overført til udenl. medlem 1984 nr. 1143)                                                                                              |
| Sven Bjørnholm                        | 1977     | 588    | Nmf    | 1927 | 2020  | Fysik |
| Franz Blatt                           | 1949     | 430    |        | 1903 | 1979  | Klassisk filologi |
| Mogens Blegvad                        | 1973     | 557    |        | 1917 | 2001  | Filosofi |
| Andreas Peter Damsgaard Blinkenberg   | 1944     | 408    |        | 1893 | 1982  | Romansk filologi |
| Klaus Bock                            | 1990     | 718    | Nmf    | 1944 |       | Organisk kemi, kulhydratkemi, NMR-spektroskopi, kulhydrat-proteininteraktioner, glykopeptider                                                         |
| Aage Niels Bohr                       | 1955     | 457    | Nmf    | 1922 | 2009  | Fysik |
| Frithiof Brandt                       | 1948     | 419    |        | 1892 | 1968  | Filosofi |
| Elias Lunn Bredsdorff                 | 1980     | 637    |        | 1912 | 2002  | Litteraturhistorie |
| Henrik Breuning-Madsen                | 1992     | 732    | Nmf    | 1949 | 2018  | Naturgeografi |
| Claus Tycho Bræstrup                  | 1984     | 677    | Nb     | 1945 |       | Lægemiddeldesign |
| Mogens Holger Brøndsted               | 1978     | 606    |        | 1918 | 2006  | Nordisk litteratur |
| Fritz Buchthal                        | 1947     | 416    |        | 1907 | 2003  | Neurofysiologi (overført fra udenl. medl. 1947, overført til udenl. medlem 1986 nr. 667)                                                              |
| Vagn Fabritius Buchwald               | 1979     | 626    | Nmf    | 1919 |       | Metallære, metallurgi, arkæometallurgi, specielt bronze og jern i Danmarks oldtid og middelalder, meteoritter                                         |
| Else Marie Bukdahl                    | 1985     | 686    | H      | 1937 |       | Kunsthistorie, det 18. og 20. årh. kunstæstetik, kunstkritik, kunst og filosofi                                                                       |
| Tyge Wittrock Böcher                  | 1971     | 542    |        | 1909 | 1983  | Botanik |
| Jørgen Kruse Bøggild                  | 1954     | 448    |        | 1903 | 1982  | Fysik |
| Carl Olaf Bøggild-Andersen            | 1948     | 420    |        | 1898 | 1967  | Historie |
| Aksel Erhard Christensen              | 1968     | 523    |        | 1906 | 1981  | Historie |
| Bent Christensen                      | 1982     | 662    |        | 1921 | 1998  | Retsvidenskab |
| Bent Christensen                      | 1971     | 543    | Nb     | 1930 | 2019  | Evolutionsbiologi, oligochætsystematik, kromosom-evolution, molekylær evolution                                                                       |
| Christen Torben Christensen           | 1978     | 607    |        | 1921 | 1983  | Kirke- og dogmehistorie |
| Johnny Carl Christensen               | 1979     | 627    | H      | 1930 | 2018  | Klassisk filologi, antik litteratur og filosofi, græsk og latin og deres indflydelse på de europæiske sprog                                           |
| Jørgen Christensen-Dalsgaard          | 1990     | 719    | Nmf    | 1950 |       | Stjerners struktur og udvikling, helio- og asteroseismologi                                                                                           |
| Freddy Bugge Christiansen             | 1988     | 704    | Nb     | 1946 | 2021  | Genetik, populationsgenetik, populationsøkologi, evolutionsmekanismer                                                                                 |
| Sofus Emil Christiansen               | 1979     | 628    | H      | 1930 | 2007  | Kulturgeografi, landbrugsgeografi |
| Rodney M. J. Cotterill                | 1984     | 678    |        | 1933 | 2007  | Fysisk metallære |
| Ulrik Christian Crone                 | 1968     | 524    |        | 1926 | 1990  | Fysiologi |
| Predrag Cvitanovic                    | 1992     | 733    | Nmf    | 1946 |       | Fysik (overført til udenl. medlem 2002 nr. 1291) |
| Jens Peder Jensen Dahl                | 1978     | 608    | Nmf    | 1934 | 2016  | Teoretisk kemi, kvantekemi, atom- og molekylfysik |
| Troels Dahlerup                       | 1983     | 672    |        | 1925 | 2006  | Nyere historie |
| Per Johan Erik Dal                    | 1971     | 544    |        | 1922 | 2006  | Fysiologi |
| Sune Bysted Dalgård                   | 1974     | 562    | H      | 1922 | 2007  | Historie, arktiske erhvervsforhold, fremmedpolitik, tidlig merkantilistisk erhvervspolitik                                                            |
| Carl Henrik Peter Dam                 | 1948     | 421    |        | 1895 | 1976  | Biokemi og ernæring |
| Sven Danø                             | 1983     | 673    |        | 1922 | 1998  | Driftsøkonomi |
| Willi Dansgaard                       | 1981     | 589    | Nmf    | 1922 | 2007  | Geofysik, klimaforskning, glaciologi, massespektrometri                                                                                               |
| Magnus Anton Degerbøl                 | 1948     | 422    |        | 1895 | 1977  | Kvartærzoologi |
| Paul Henrik Krag Diderichsen          | 1958     | 470    |        | 1905 | 1964  | Dansk sprog |
| Sten Ebbesen                          | 1989     | 712    | H      | 1946 |       | Senantik og middelalderlig filosofi, græsk, latin |
| Søren Christian Egerod                | 1971     | 545    |        | 1923 | 1995  | Østasiatisk sprog med særligt henblik på kinesisk |
| Lárus Einarson                        | 1954     | 449    |        | 1902 | 1969  | Anatomi |
| Inger Ejskjær                         | 1981     | 651    | H      | 1926 | 2015  | Danske dialekter, nordisk filologi, dialektgeografi                                                                                                   |
| Erik Eliasen                          | 1981     | 652    | Nmf    | 1922 | 2008  | Dynamisk meteorologi, klimaforskning |
| Svend Aage Jensen Ellehøj             | 1970     | 538    |        | 1924 | 1988  | Historie |
| Povl Henrik Eller                     | 1982     | 663    |        | 1925 | 1989  | Historie |
| Christian Thorvald Elling             | 1948     | 423    |        | 1901 | 1974  | Kunsthistorie |
| Knud Ellitsgaard-Rasmussen            | 1974     | 563    | Nmf    | 1923 | 2009  | Geokemi, økonomisk geologi, geologi |
| Ingemar Engberg                       | 1977     | 590    |        | 1935 | 2005  | Fysiologi |
| Julius Engelbreth-Holm                | 1957     | 464    |        | 1904 | 1961  | Patologisk anatomi |
| Wolja Christian Erichsen              | 1955     | 458    |        | 1890 | 1966  | Koptisk |
| Hector Estrup                         | 1980     | 638    | H      | 1934 | 2016  | Økonomi, økonomisk teoris historie |
| Theodor Carl Faurholdt                | 1953     | 442    |        | 1890 | 1972  | Kemi |
| David Cornaby Favrholdt               | 1976     | 580    | H      | 1931 | 2012  | Filosofi, videnskabshistorie, Niels Bohrs erkendelsesteori, æstetik                                                                                   |
| Ole Feldbæk                           | 1987     | 700    | H      | 1936 | 2015  | Historie 1500-1900 |
| Moritz Werner Fenchel                 | 1948     | 424    |        | 1905 | 1988  | Matematik, rationel mekanik (overført fra udenl. medlem nr. 670)                                                                                      |
| Tom Michael Fenchel                   | 1977     | 591    | Nb     | 1940 |       | Marinbiologi, zoologi med særligt henblik på økologi, evolutionsbiologi                                                                               |
| Ole Fenger                            | 1986     | 689    |        | 1931 | 2003  | Retshistorie |
| Niels Peter Fiil                      | 1982     | 664    | Nb     | 1941 | 2012  | Bioteknologi, molekylær genetik, molekylærbiologi |
| Troels Marstrand Trier Fink           | 1977     | 592    |        | 1912 | 1999  | Historie (overført fra udenl. medlem nr. 1018) |
| Albert Fischer                        | 1944     | 409    |        | 1891 | 1956  | Carlsbergfondets Biologiske Institut |
| Erik Fischer                          | 1977     | 593    | H      | 1920 | 2011  | Kunsthistorie |
| Eli Fischer-Jørgensen                 | 1968     | 525    | H      | 1911 | 2010  | Fonetik, almen sprogvidenskab (det første kvindelige medlem af Videnskabernes Selskab)                                                                |
| Mogens Flensted-Jensen                | 1992     | 734    | Nmf    | 1942 | 2020  | Matematik |
| Jes Forchhammer                       | 1980     | 639    | Nb     | 1934 |       | Kræftforskning, RNA-tumorvirus, molekylærbiologi, onkogener, suppressorgener                                                                          |
| Ib Friis                              | 1990     | 720    | Nb     | 1945 |       | Botanik, systematik, plantegeografi, diversitet, tropisk vegetation, afrikansk flora, botanikkens historie                                            |
| Franz Gustav From                     | 1974     | 564    |        | 1914 | 2012  | Psykologi |
| Ove Frydenberg                        | 1968     | 526    |        | 1929 | 1975  | Genetik |
| Bent Fuglede                          | 1968     | 527    | Nmf    | 1925 |       | Matematik |
| Jørgen Henrik Gelting                 | 1975     | 573    |        | 1912 | 1994  | Nationaløkonomi |
| Søren Giversen                        | 1991     | 727    | H      | 1928 | 2009  | Koptologi, håndskriftstudier, urkristendommens historie                                                                                               |
| Mogens Gjødesen                       | 1978     | 609    |        | 1915 | 1989  | Ny Carlsberg Glyptotek |
| Henrik Glahn                          | 1972     | 555    |        | 1919 | 2006  | Musikvidenskab |
| Kristof Glamann                       | 1968     | 528    | H      | 1923 | 2014  | Historie |
| Peter Vilhelm Glob                    | 1961     | 489    |        | 1911 | 1985  | Nordisk arkæologi og europæisk forhistorie |
| Bernhard Gomard                       | 1975     | 574    | H      | 1926 | 2020  | Retsvidenskab, navnlig obligationsret, selskabsret, civiIproces                                                                                       |
| Leif Grane                            | 1981     | 653    |        | 1928 | 2000  | Teologi, kirke- og dogmehistorie, særligt Nordens kirkehistorie                                                                                       |
| Kaare Grønbech                        | 1943     | 403    |        | 1901 | 1957  | Centralasiatiske sprog med særligt hensyn til tyrkisk                                                                                                 |
| Uffe Valentin Hagerup                 | 1986     | 691    | Nmf    | 1949 | 2015  | Matematik, funktionalanalyse, operatoralgebra |
| Anders Hjorth Hald                    | 1961     | 490    |        | 1913 | 1969  | Matematisk statistik |
| Kristian Hald                         | 1961     | 491    |        | 1904 | 1985  | Nordiske sprog |
| Claus Hammer                          | 1988     | 705    | Nmf    | 1945 |       | Polarforskning, klima, atmosfærekemi, vulkanisme |
| Erling Hammershaimb                   | 1966     | 520    |        | 1904 | 1994  | Semitisk filologi |
| Lise Hannestad                        | 1991     | 728    | H      | 1943 |       | Klassisk arkæologi |
| Hans Jørgen Steen Hansen              | 1978     | 610    | Nb     | 1939 |       | Historisk geologi, palæontologi |
| Hans Marius Hansen                    | 1950     | 432    |        | 1886 | 1956  | Fysik |
| Mogens Herman Hansen                  | 1987     | 701    | H      | 1940 |       | Klassisk filologi, historie, demografi, politologi |
| Peder Gregers Hansen                  | 1986     | 690    |        | 1933 | 2005  | Eksperimentalfysik |
| Svend Aage Hansen                     | 1981     | 654    | H      | 1919 | 2009  | Retsvidenskab, navnlig obligationsret, selskabsret, civilproces                                                                                       |
| Aage Kristian Hansen                  | 1958     | 471    |        | 1894 | 1983  | Ordbogsredaktør |
| Jón Helgason                          | 1954     | 450    |        | 1899 | 1986  | Islandsk sprog og litteratur |
| Hans Frederik Hendriksen              | 1977     | 594    |        | 1899 | 1989  | Indisk-østerlandsk filologi |
| Holger Hjelholt                       | 1952     | 438    |        | 1887 | 1977  | Rigsarkivet |
| Louis Trolle Hjemslev                 | 1946     | 414    |        | 1899 | 1965  | Sammenlignende sprogvidenskab |
| Poul Valdemar Lindegård Hjorth        | 1974     | 565    |        | 1927 | 1998  | Dansk sprog |
| Else Kay Hoffmann                     | 1988     | 706    | Nb     | 1942 |       | Cellefysiologi, signaltransduktion, cellulær kommunikation, membranfysiologi, biokemi                                                                 |
| Erik Holmsgaard                       | 1977     | 595    | Nb     | 1921 | 2009  | Skovbrugsvidenskab |
| Helge Holstener-Jørgensen             | 1980     | 640    | Nb     | 1924 | 2010  | Skovbrug, jordbund, planteernæring, vandbalance |
| Heinz Alois Alfred Friedrich Holter   | 1944     | 410    |        | 1904 | 1993  | Carlsberg Laboratoriets Cytokemiske Underafdeling |
| Hans Hultborn                         | 1990     | 721    | Nb     | 1943 |       | Fysiologi, neurobiologi |
| Torben Huus                           | 1961     | 492    |        | 1919 | 2006  | Fysik |
| Anton Poul Arild Peter Hvidtfeldt     | 1975     | 575    |        | 1915 | 1999  | Religionssociologi |
| Stig Asgerssøn Iuul                   | 1954     | 451    |        | 1907 | 1969  | Retsvidenskab |
| Johannes Iversen                      | 1953     | 443    |        | 1904 | 1971  | Pollenanalyse, kvartær florahistorie |
| Eric August Jacobsen                  | 1971     | 546    | H      | 1923 | 2020  | Engelsk sprog og litteratur |
| Jacob Christian Georg Jakobsen        | 1943     | 404    |        | 1895 | 1965  | Fysik |
| Frederik Julius Billeskov Jansen      | 1957     | 465    |        | 1907 | 2002  | Dansk litteratur |
| Aksel Tovborg Jensen                  | 1952     | 439    |        | 1911 | 1981  | Kemi |
| Henning Højgaard Jensen               | 1974     | 566    |        | 1918 | 2001  | Fysik |
| Jørgen Jensen                         | 1989     | 714    |        | 1936 | 2008  | Arkæologi |
| Kai Arne Jensen                       | 1948     | 425    |        | 1908 | 1992  | Kemi |
| Kaj Adolf Jensen                      | 1946     | 415    |        | 1894 | 1971  | Almindelig patologi |
| Povl Johannes Jensen                  | 1962     | 503    |        | 1911 | 1985  | Klassisk filologi |
| Knud Christian Jeppesen               | 1943     | 405    |        | 1892 | 1974  | Musikvidenskab |
| Hans Christian Johansen               | 1984     | 679    | H      | 1935 |       | Økonomisk historie |
| Holger Friis Johansen                 | 1977     | 596    |        | 1927 | 1996  | Klassisk filologi |
| Karsten Friis Johansen                | 1978     | 611    | H      | 1930 | 2010  | Antik og middelalderlig filosofi |
| Peter Johansen                        | 1984     | 680    | Nmf    | 1938 |       | Datalogi, digital billedbehandling, mønstergenkendelse, datamatsyn, informationsteori, datakompression                                                |
| Pétur Mikkel Jónasson                 | 1980     | 641    | Nb     | 1920 | 2020  | Ferskvandsbiologi, miljø, subarktis, environmental conservation, fredning.                                                                            |
| Bo Barker Jørgensen                   | 1984     | 681    | Nb     | 1946 |       | Mikrobiel økologi, marin bio-geokemi og mikrobiologi, processer i havbunden                                                                           |
| Carl Adolf Jørgensen                  | 1948     | 426    |        | 1899 | 1968  | Arvelighedslære |
| Carl Christian Barker Jørgensen       | 1965     | 513    |        | 1915 | 2007  | Zoologi, sammenlignende fysiologi |
| Peter Jørgensen                       | 1954     | 452    |        | 1899 | 1970  | Germansk filologi |
| Peter Leth Jørgensen                  | 1990     | 722    | Nb     | 1938 | 2018  | Fysiologi, biologi |
| Svend-Aage Jørgensen                  | 1986     | 692    | H      | 1929 |       | Tysk litteratur 18. og 19. århundrede, litterære utopier, tysk og dansk litteratur i vekselvirkning                                                   |
| Tage Holst Kaarsted                   | 1986     | 694    |        | 1928 | 1994  | Moderne historie |
| Aage Nicolai Kabell                   | 1974     | 567    |        | 1920 | 1981  | Nordisk litteratur |
| Herman Moritz Kalckar                 | 1948     | 427    |        | 1908 | 1991  | Biokemi, vævsenzymologi |
| Fritz Josua Kauffmann                 | 1962     | 504    |        | 1899 | 1978  | Statens Seruminstitut |
| Tage Kemp                             | 1953     | 444    |        | 1896 | 1964  | Human arvebiologi |
| Niels Ole Kjeldgaard                  | 1971     | 547    |        | 1926 | 2006  | Molekylær biologi |
| Anders Clausen Kjær                   | 1962     | 505    | Nmf    | 1919 | 2012  | Organisk kemi, naturstofkemi, stereokemi, svovlkemi, syntese                                                                                          |
| Hans Klenow                           | 1975     | 576    | Nb     | 1923 | 2009  | Biokemi |
| Hans Harald (Hal) Koch                | 1958     | 472    |        | 1904 | 1963  | Teologi, kirke- og dogmehistorie, særlig Nordens kirkehistorie                                                                                        |
| Otto Mogens Kofoed-Hansen             | 1965     | 514    |        | 1921 | 1990  | Reaktorfysik |
| Bjørn Stisgaard Kornerup              | 1952     | 440    |        | 1896 | 1957  | Ordenshistoriografi, Rigsarkivet |
| Leif Kristensen                       | 1971     | 548    | Nmf    | 1934 | 2011  | Matematik, algebraisk topologi, homologisk algebra |
| Niels Peder Kristensen                | 1988     | 707    | Nb     | 1943 | 2014  | Zoologi, entomologi, evolutionsbiologi, insektanatomi, insektfylogeni                                                                                 |
| Torben Thorberg Krogh                 | 1951     | 434    |        | 1895 | 1970  | Operaen og teatrets æstetik og historie |
| Povl Krogsgaard-Larsen                | 1986     | 693    | Nmf    | 1941 |       | Medicinalkemi, lægemiddelkemi, molekylær farmakologi                                                                                                  |
| Poul Weber Kruhøffer                  | 1971     | 549    |        | 1914 | 2006  | Fysiologi |
| Paul Krüger                           | 1959     | 478    |        | 1897 | 1965  | Almindelig litteraturvidenskab |
| Gunnar Kullenberg                     | 1980     | 642    |        | 1938 |       | Fysisk oceanografi, oceanologi (overført til udenl. medlem 1992 nr. 1213)                                                                             |
| Carl Syrach Larsen                    | 1962     | 506    |        | 1898 | 1979  | Arboretforstander |
| Erik Hviid Larsen                     | 1992     | 735    | Nb     | 1940 |       | Biologi, fysiologi, biofysik |
| Jens Peter Larsen                     | 1960     | 483    |        | 1902 | 1988  | Musikvidenskab |
| Kai Larsen                            | 1979     | 629    | Nb     | 1926 | 2012  | Botanik, tropisk plantegeografi, taksonomi af højere planter                                                                                          |
| Peder Olesen Larsen                   | 1976     | 581    | Nb     | 1934 | 2021  | Organisk kemi, biokemi, forskningspolitik |
| Poul Lauritz Larsen                   | 1968     | 529    |        | 1909 | 1976  | Plantefysiologi |
| Niels Alexander Lassen                | 1978     | 612    |        | 1926 | 1997  | Neurovidenskab |
| Niels Ove Lassen                      | 1958     | 473    |        | 1914 | 2008  | Eksperimentalfysik |
| Ulrik Vilhelm Lassen                  | 1974     | 568    | Nb     | 1930 |       | Zoofysiologi med særligt henblik på almen fysiologi, industriel forskning, samarbejde mellem offentlig og privat forskning, bioteknologi, lægemidler  |
| Olof Lidin                            | 1980     | 643    | H      | 1926 | 2018  | Japansk idéhistorie, japansk historie, japansk litteratur, japansk sproghistorie                                                                      |
| Jan Linderberg                        | 1982     | 665    | Nmf    | 1934 |       | Teoretisk kemi |
| Jens Lindhard                         | 1962     | 507    |        | 1922 | 1997  | Teoretisk fysik |
| Ebba Lund                             | 1978     | 613    |        | 1923 | 1999  | Veterinærmedicinsk virologi og immunologi (det femte kvindelige medlem af Videnskabernes Selskab)                                                     |
| Bodil Vibeke Jerslev Lund             | 1971     | 550    | Nmf    | 1919 | 2005  | Kemi (sammen med Tove Birkelund det første kvindelige medlem af den Naturvidenskabelige Klasse)                                                       |
| Hakon Lund                            | 1959     | 479    |        | 1898 | 1979  | Kemi |
| Henning Lund                          | 1979     | 630    | Nmf    | 1929 | 2021  | Kemi |
| Flemming Lundgreen-Nielsen            | 1989     | 715    | H      | 1937 |       | Dansk og nordisk litteratur og litteraturhistorie. Grundtvig                                                                                          |
| Frank Lundquist                       | 1977     | 597    |        | 1916 | 2008  | Biokemi |
| Jørgen Læssøe                         | 1970     | 539    |        | 1924 | 1993  | Assyriologi |
| Ole Urban Maaløe                      | 1960     | 484    |        | 1914 | 1988  | Mikrobiologi |
| Allan Roy Mackintosh                  | 1977     | 598    |        | 1936 | 1995  | Eksperimentel faststoffysik |
| Ib Henning Madsen                     | 1978     | 614    |        | 1942 |       | Matematik |
| Jan Carl Christian Maegaard           | 1986     | 695    | H      | 1926 | 2012  | Musikvidenskab |
| Kjeld Adrian Marcker                  | 1976     | 582    | Nb     | 1932 | 2018  | Molekylærbiologi, bioteknologi |
| Therkel Mathiassen                    | 1957     | 466    |        | 1892 | 1967  | Nationalmuseet |
| Hugo Albert Matthiessen               | 1948     | 428    |        | 1881 | 1957  | Nationalmuseet |
| Poul Christian Matthiesen             | 1982     | 666    |        | 1933 | H     | Demografi |
| Arvid Bernhard Maunsbach              | 1977     | 599    | Nb     | 1937 |       | Cellebiologi, elektronmikroskopi, biomembraner, Na,K-ATPase, eksperimentel nyreforskning                                                              |
| Axel Albert Michelsen                 | 1979     | 631    | Nb     | 1940 |       | Fysiologi, biofysik, adfærd |
| Øjvind Moestrup                       | 1992     | 736    | Nb     | 1941 |       | Botanik med særligt henblik på alger |
| Jan Gunnar Faye Mohr                  | 1968     | 531    |        | 1921 | 2009  | Medicinsk genetik |
| Søren Molin                           | 1986     | 696    | Nb     | 1947 |       | Anvendt mikrobiel genetik, molekylær mikrobiologi, infektionsmikrobiologi, bakteriel bioteknologi                                                     |
| Torben Axel Monberg                   | 1975     | 577    |        | 1929 | 2007  | Kultursociologi |
| Ben Roy Mottelson                     | 1968     | 569    |        | 1926 |       | Teoretisk fysik, atomkernefysik (overført fra udenl. medlem 1974 nr. 843).                                                                            |
| Ib Kristian Moustgaard                | 1979     | 632    |        | 1926 | 1997  | Psykologi |
| Inger Agnete Munch-Petersen           | 1978     | 615    |        | 1917 | 2004  | Biologisk kemi |
| Christian Møller                      | 1943     | 406    |        | 1904 | 1980  | Matematisk fysik |
| Christian Knakkergård Møller          | 1968     | 532    |        | 1920 | 2003  | Kemi |
| Hans Bjerrum Møller                   | 1978     | 616    | Nmf    | 1932 | 2016  | Fysik |
| Knud Ove Møller                       | 1962     | 508    |        | 1896 | 1973  | Farmakologi |
| Otto Mørkholm                         | 1983     | 674    |        | 1930 | 1983  | Den Kongelige Mønt- og Medaillesamling, Nationalmuseet.                                                                                               |
| Peter Nansen                          | 1988     | 708    |        | 1938 | 1999  | Parasitologi, veterinær mikrobiologi og hygiejne |
| Ove Heymann Wandall Nathan            | 1976     | 583    |        | 1926 | 2002  | Fysik |
| Arne Johannes Nicolaisen              | 1971     | 551    |        | 1921 | 1980  | Etnografi |
| Aksel Christopher Wiin Nielsen        | 1986     | 697    | Nmf    | 1924 | 2010  | Fysik med særligt henblik på dynamisk meteorologi |
| Christian Overgaard Nielsen           | 1961     | 493    |        | 1918 | 1999  | Eksperimentel zoologi, jordbundsbiologi |
| Eduard Mikael Vandborg Nielsen        | 1981     | 655    | H      | 1923 | 2017  | Teologi, Gl. Testamente |
| Eigil Hans Aage Nielsen               | 1965     | 515    |        | 1910 | 1968  | Vertebratpalæontologi |
| Halfdan Einer Steemann Nielsen        | 1958     | 474    |        | 1907 | 1989  | Botanik, ferskvandsbiologi |
| Holger Frits Bech Nielsen             | 1988     | 709    | Nmf    | 1941 |       | Fysik, højenergifysik, teoretisk højenergifysik, kvantegravitation, fundamental fysik                                                                 |
| Niels Nielsen                         | 1944     | 411    |        | 1893 | 1981  | Geografi |
| Thøger Nielsen                        | 1980     | 644    |        | 1919 | 1996  | Retsvidenskab (overført til udenl. medlem 1984 nr. 1148)                                                                                              |
| Jytte Reichstein Nilsson              | 1984     | 682    | Nb     | 1932 | 2020  | Protozoologi |
| Poul Erik Nissen                      | 1979     | 633    | Nmf    | 1939 |       | Astronomi, astrofysik |
| Arne Noe-Nygaard                      | 1954     | 453    |        | 1908 | 1991  | Geologi, mineralogi |
| Per Nykrog                            | 1975     | 578    |        | 1925 | 2014  | Romansk filologi (overført til udenl. medlem 1982 nr. 1133)                                                                                           |
| Morten Nøjgaard                       | 1982     | 667    | H      | 1934 |       | Fransk og spansk litteraturvidenskab, moderne fransk syntaks, litteraturteori, græsk-romersk fabeldigtning, romansk filologi                          |
| Poul Olesen                           | 1980     | 645    | Nmf    | 1939 |       | Teoretisk fysik, partikelfysik, grænseområdet mellem astrofysik og partikelfysik                                                                      |
| Birger Munk Olsen                     | 1985     | 687    | H      | 1935 |       | Middelalderfilologi, middelalderkultur, palæografi, bibliotekshistorie                                                                                |
| Carsten Olsen                         | 1951     | 435    |        | 1891 | 1974  | Carlsberg Laboratoriet |
| Olaf Heymann Olsen                    | 1979     | 634    | H      | 1928 | 2015  | Middelalderarkæologi |
| Lennart Olsson                        | 1982     | 668    |        | 1949 |       | Cancerbiologi, immunologi (overført til udenl. medlem 1994 nr. 1229).                                                                                 |
| Martin Ottesen                        | 1960     | 485    | Nb     | 1920 | 2018  | Proteinkemi |
| Benedikt Otzen                        | 1989     | 716    | H      | 1929 | 2017  | Gammeltestamentlig og senere jødisk litteratur, Israels klassiske og antikke historie og religion, hebraisk og aramæisk epigrafik                     |
| Gert Kjærgård Pedersen                | 1977     | 600    |        | 1940 | 2004  | Matematik |
| Kai Julius Pedersen                   | 1951     | 436    |        | 1899 | 1984  | Kemi |
| Olaf Pedersen (videnskabshistoriker)  | 1978     | 617    |        | 1920 | 1997  | De eksakte videnskabers historie |
| Bernard Peters                        | 1968     | 533    |        | 1910 | 1993  | Dansk Rumforskningsinstitut, Ionosfærelaboratoriet |
| Erling Ladewig Petersen               | 1978     | 618    |        | 1929 | 2000  | Historie |
| Mogens Pihl                           | 1971     | 552    |        | 1907 | 1986  | Fysik |
| Jan Pinborg                           | 1980     | 646    |        | 1937 | 1982  | Klassisk filologi |
| Christian Henrik Otto Poulsen         | 1952     | 441    |        | 1896 | 1975  | Historisk geologi og palæontologi |
| Ove Poulsen                           | 1990     | 723    | Nmf    | 1946 |       | Optisk fysik, mikroteknologier, energi, forskningspolicy                                                                                              |
| Vagn Häger Poulsen                    | 1954     | 454    |        | 1909 | 1970  | Ny Carlsberg Glyptotek |
| Valdemar Jules Poulsen                | 1981     | 656    | Nb     | 1929 | 2010  | Geologi med særligt henblik på biostratigrafi |
| Jørgen Raasted                        | 1980     | 647    |        | 1927 | 1995  | Klassisk filologi |
| Ebbe Kjeld Rasmussen                  | 1951     | 437    |        | 1901 | 1959  | Fysik |
| Holger Rasmussen                      | 1978     | 619    | H      | 1915 | 2009  | Etnologi |
| Kaare Lund Rasmussen                  | 1992     | 737    | Nmf    | 1953 |       | Kosmokemi, geokemi, arkæometri og naturvidenskabsdidaktik                                                                                             |
| Poul Nørregaard Rasmussen             | 1974     | 570    |        | 1922 | 1998  | Nationaløkonomi |
| Svend Erik Rasmussen                  | 1981     | 657    | Nmf    | 1925 |       | Uorganisk kemi, faststofkemi, krystallografi |
| Otto Emil Ravn                        | 1947     | 417    |        | 1881 | 1952  | Geografi |
| Poul Kristian Brandt Rehberg          | 1944     | 412    |        | 1895 | 1989  | Zoofysiologi |
| Jens Rehfeld                          | 1981     | 658    | Nb     | 1941 |       | Biologisk aktive peptider |
| Sven Anders Torsten Reiz              | 1959     | 480    |        | 1915 | 2000  | Astronomi |
| Poul Jørgen Riis                      | 1953     | 445    | H      | 1910 | 2008  | Klassisk arkæologi |
| Jørgen Rischel                        | 1978     | 620    |        | 1934 | 2007  | Fonetik, lingvistik |
| Peter Roepstorff                      | 1990     | 724    | Nb     | 1942 |       | Massespektrometri, molekylærbiologi, proteinkemi |
| Alfred Johannes Rosenkrantz           | 1948     | 429    |        | 1898 | 1974  | Geologi |
| Edgar John Rubin                      | 1949     | 431    |        | 1886 | 1951  | Eksperimentel psykologi |
| Mogens Hegelund Rudkjøbing            | 1961     | 494    |        | 1915 | 2007  | Astronomi |
| Constantin Emil Sander-Hansen         | 1959     | 481    |        | 1905 | 1963  | Ægyptologi |
| Else Kai Sass                         | 1975     | 579    |        | 1905 | 1987  | Kunsthistorie |
| Nils Schiørring                       | 1962     | 509    |        | 1910 | 2001  | Musikvidenskab |
| Axel Villiam Schou                    | 1960     | 486    |        | 1902 | 1977  | Geografi |
| Claus Erik Schäffer                   | 1977     | 601    | Nmf    | 1930 | 2016  | Kemi, uorganisk kemi, koordinationskemi. |
| Gunnar Seidenfaden                    | 1974     | 571    |        | 1908 | 2001  | Botanik, ambassadør, udenrigsråd |
| Peter Sigmund                         | 1988     | 710    |        | 1936 |       | Fysik, partikel-stofvekselvirkning |
| Jørgen Christian Siim                 | 1960     | 572    | Nb     | 1915 |       | Lægevidenskab, toxoplasma og toxoplasmose, international postgraduat uddannelse og lægevidenskabeligt samarbejde inden for WHO og EU                  |
| Morten Simonsen                       | 1968     | 534    |        | 1921 | 2002  | Transplantations- og immunbiologi (overført fra udenl. medlem nr. 907)                                                                                |
| Jens Peter Andreas Skautrup           | 1957     | 467    |        | 1896 | 1982  | Nordisk sprog |
| Jens Christian Skou                   | 1965     | 516    | Nb     | 1918 | 2018  | Biofysik, fysiologi |
| Fridlev Sørensen Skrubbeltrang        | 1965     | 517    |        | 1900 | 1988  | Landbohistorie |
| Jens Erik Skydsgaard                  | 1984     | 683    | H      | 1932 | 2014  | Antikkens historie |
| Niels Holger Skyum-Nielsen            | 1971     | 553    |        | 1921 | 1982  | Historie |
| Theodor Sorgenfrei                    | 1965     | 518    |        | 1915 | 1972  | Teoretisk geologi |
| Henning Spang-Hansen                  | 1977     | 602    |        | 1920 | 2002  | Anvendt og matematisk lingvistik |
| Ebbe Cato Spang-Hanssen               | 1982     | 669    |        | 1928 | 2006  | Romansk filologi |
| Axel Steensberg                       | 1954     | 455    |        | 1906 | 1999  | Kulturhistorie (med særligt henblik på Norden), materiel folkekultur                                                                                  |
| Niels Steensgaard                     | 1982     | 670    | H      | 1932 | 2013  | Verdenshistorie ca. 1300-1800 |
| Holger Konrad Sten                    | 1956     | 463    |        | 1907 | 1971  | Romansk sprog og litteratur |
| Adolf Stender-Pedersen                | 1943     | 407    |        | 1893 | 1963  | Slavisk sprog og litteratur |
| Carl Stief                            | 1971     | 554    |        | 1914 | 1998  | Slavisk filologi |
| Bjarne Stoklund                       | 1991     | 730    | H      | 1928 | 2013  | Europæisk etnologi. |
| Arne Krister Strid                    | 1976     | 584    | Nmf    | 1943 |       | Botanik, systematisk botanik, plantegeografi, evolutionslære, Grækenlands flora                                                                       |
| Bengt Georg Daniel Strömgren          | 1968     | 536    |        | 1908 | 1987  | Astronomi, astrofysik (jvf. nr. 394,1939; overført til udenl. medlem (nr. 847), overført fra udenl. medlem 1968)                                      |
| Holger Konrad Sten                    | 1956     | 463    |        | 1907 | 1971  | Romansk sprog og litteratur |
| Ove Sten-Knudsen                      | 1968     | 535    |        | 1919 | 2007  | Biofysik |
| Finn Surlyk                           | 1986     | 698    | Nb     | 1943 |       | Geologi, sedimentologi, olie, stratigrafi, palæontologi                                                                                               |
| Gunnar O. Svane                       | 1979     | 635    | H      | 1927 | 2012  | Slavisk sprog og litteratur, albanologi, balkanlingvistik                                                                                             |
| Arne Svejgaard                        | 1980     | 648    | Nb     | 1937 | 2016  | Immunologi, genetik, medicin, transplantation, blod- og vævstyper                                                                                     |
| Morten Søndergaard Nielsen            | 1992     | 648    | Nb     | 1948 | 2021  | Limnologi |
| Bengt Algot Sørensen                  | 1978     | 621    | H      | 1927 | 2008  | Tysk og nordisk litteratur. |
| Henning Sørensen                      | 1978     | 622    | Nmf    | 1926 | 2013  | Geologi, geokemi, petrografi, petrologi, råstoffer, miljø                                                                                             |
| John Kousgård Sørensen                | 1980     | 649    |        | 1925 | 1999  | Dansk sprog |
| Knud Oscar Sørensen                   | 1986     | 699    | H      | 1928 |       | Engelsk sprog, anglicismer i dansk |
| Søren Ole Sørensen                    | 1977     | 603    |        | 1920 | 2001  | Musikvidenskab |
| Thorvald Julius Sørensen              | 1958     | 475    |        | 1902 | 1973  | Botanik |
| Ditlev Tamm                           | 1987     | 702    | H      | 1946 |       | Dansk og europæisk retshistorie, historie, romerret, kirkeret                                                                                         |
| Gunnar Teilum                         | 1958     | 476    |        | 1902 | 1980  | Patologisk anatomi |
| Jørn Christian Hess Thaysen           | 1977     | 604    |        | 1921 | 1996  | Intern medicin |
| Carsten Thomassen                     | 1990     | 725    |        | 1948 |       | Matematik |
| Niels Jørgen Thomsen                  | 1976     | 585    | H      | 1930 | 2011  | Nyere historie, økonomisk historie, dansk politik, pressevæsen, public opinion                                                                        |
| Rudi Thomsen                          | 1967     | 521    |        | 1918 | 2004  | Oldtidens historie |
| Niels Anker Thorn                     | 1982     | 671    | Nb     | 1924 | 2014  | Fysiologi, neurobiologi, endokrinologi |
| Gunnar Axel Wright Thorson            | 1955     | 459    |        | 1906 | 1971  | Marinbiologi, marin økologi |
| Anders Pontoppidan Thyssen            | 1984     | 684    |        | 1921 | 2004< | Kirkehistorie |
| Christian Thodberg                    | 1987     | 703    | H      | 1929 | 2020  | Byzantinsk musik, teologi, liturgi, hymnologi, Grundtvig                                                                                              |
| Knud Dag Nielsen Togeby               | 1961     | 495    |        | 1896 | 1974  | Romansk sprog og litteratur |
| Helge Gottlieb Topsøe-Jensen          | 1953     | 446    |        | 1896 | 1976  | Universitetsbibliotekar |
| Hans Marius Nielsen Tornehave         | 1960     | 487    |        | 1915 | 1998  | Matematik |
| Jørgen Andreas Troels-Smith           | 1961     | 496    |        | 1916 | 1991  | Mosegeologi |
| Niels Tygstrup                        | 1981     | 659    | Nb     | 1926 | 2009  | Hepatologi, intern medicin |
| Jens Ulstrup                          | 1992     | 739    | Nmf    | 1941 |       | Uorganisk og teoretisk kemi, metallers kemi i biologiske systemer, nanoskalakemi                                                                      |
| Hans Henriksen Ussing                 | 1955     | 460    |        | 1911 | 2000  | Zoofysiologi |
| Stig Erik Veibel                      | 1955     | 461    |        | 1898 | 1976  | Oeganisk kemi |
| Preben Christian Alexander von Magnus | 1968     | 530    |        | 1912 | 1973  | Statens Seruminstitut |
| Torkel Weis-Fogh                      | 1961     | 497    |        | 1922 | 1975  | Zoofysiologi, zoologi |
| Jens Knud Waaben                      | 1977     | 605    | H      | 1921 | 2008  | Retsvidenskab (strafferet). |
| Diter Holger von Wettstein            | 1965     | 519    | Nb     | 1929 | 2017  | Genetik |
| Mogens Christian Wanning Westergaard  | 1955     | 462    |        | 1912 | 1975  | Genetik |
| Ole Westergaard                       | 1992     | 740    | Nb     | 1940 | 1975  | Biokemi |
| Jens Otto Wieth                       | 1978     | 623    |        | 1932 | 1984  | Biofysik |
| Karl Georg Wingstrand                 | 1959     | 482    |        | 1919 | 1993  | Sammenlignende anatomi og fysiologi |
| Aage Finn Rahr Winther                | 1968     | 537    | Nmf    | 1926 | 2011  | Teoretisk fysik |
| Erik Zeuthen                          | 1958     | 477    |        | 1914 | 1980  | Carlsbergfondets Biologiske Institut |
| Per Øhrgaard                          | 1991     | 731    | H      | 1944 |       | Tysk (litteratur, samfund, historie), germansk filologi                                                                                               |
| Mogens Ørsnes                         | 1985     | 688    |        | 1925 | 1994  | Arkæologi |

## Indenlandske ordentlige medlemmer 1742-1942
Datoerne er enten første mødedato (hvor andet ikke er anført) eller datoen for hvornår de blev foreslået og godkendt som medlemmer.
1. Hans Gram (13. november 1742)
2. Henrik Hielmstierne (13. november 1742)
3. Johan Ludvig Holstein (13. november 1742)
4. Erik Pontoppidan (13. november 1742)
5. Marcus Wøldike (13. november 1742)
6. Joachim Frederik Ramus (11. december 1742)
7. Bernhard Møllmann (13. november 1743)
8. Christian Ludwig Scheidt (13. november 1742)
9. Georg Detharding (6. oktober 1745)
10. Henrik Stampe (6. oktober 1745)
11. Balthazar Johannes de Buchwald (6. oktober 1745)
12. Peder Nielsen Horrebow (10. januar 1746)
13. Christen Hee (15. maj 1747)
14. Christian Horrebow (15. maj 1749)
15. Jens Kraft (15. maj 1747)
16. Ernst Gottlieb Ziegenbalg (15. maj 1747)
17. Jacob Langebek (8. april 1748)
18. Peder Kofod Ancher (23. februar 1750)
19. Georg Christian Materno de Cilano (23. februar 1750)
20. Christian August Ebersbach (23. februar 1750)
21. Christen Lodberg Friis (23. februar 1750)
22. Ludvig Harboe (23. februar 1750)
23. Terkel Klevenfeldt (23. februar 1750)
24. Sebastian Kortholt (23. februar 1750)
25. Bolle Willum Luxdorph (23. februar 1750)
26. Joachim Andreas Stuckenbrock (23. februar 1750)
27. Gottfried Schütze (9. marts 1750)
28. Søren Hee (30. november 1750)
29. Hans Peter Anchersen (13. november 1742)
30. Matthias Collet (30. juni 1751)
31. Frederik Nannestad (11. august 1751)
32. Adolph Gotthard Carstens (11. oktober 1753)
33. Eberhard David Hauber (17. november 1753)
34. Christian Gottlieb Kratzenstein (17. november 1753)
35. Jens Christian Spidberg (22. marts 1756)
36. Johan Heinrich Becker (27. november 1758)
37. Carl Deichman (27. november 1758)
38. Johan Christian Fabricius (27. november 1758)
39. Gerhard Schøning (27. november 1758)
40. Peter Frederik Suhm (27. november 1758)
41. Christen Friis Rottbøll (18. marts 1763)
42. Hans Strøm (17. februar 1764)
43. Nicolaus Christian Friis (20. marts 1767)
44. Christian Johan Berger (10. november 1769)
45. Morten Thrane Brünnich (10. november 1769)
46. Joachim Dietrich Cappel (10. november 1769)
47. Jon Erichsen (10. november 1769)
48. Johan Ernst Gunnerus (1769)
49. Christian Frederik Jacobi (ukendt)
50. Peter Christian Abildgaard (10. februar 1775)
51. Fredrich Christian Holberg Arentz (10. februar 175)
52. Johan Samuel Augustin (10. februar 1775)
53. Thomas Bugge (10. februar 1775)
54. Johann Christian Fabricius (10. februar 1775)
55. Henrik Gerner (10. februar 1775)
56. Johan Theodor Holmskiold (10. februar 1775)
57. Christian Carl Lous (10. februar 1775)
58. Otto Frederik Müller (10. februar 1775)
59. Johan Heinrich Schlegel (19. april 1776)
60. Jens Essendrop (17. maj 1776)
61. Gottlieb Schütze (8. november 1776)
62. Ernst Vilhelm Stibolt (8. november 1776)
63. Christian Friederich Temler (8. november 1776)
64. Tyge Rothe (21. marts 1777)
65. Lorenz Spengler (24. april 1778)
66. Joachim Michael Geuss (5. november 1779)
67. Niels Morville (5. november 1779)
68. Otto Fabricius (11. februar 1780)
69. Jøns Mathias Ljungberg (10. november 1780)
70. Johan Hieronymus Chemnitz (17. november 1780)
71. Abraham Kall (17. november 1780)
72. Herman Treschow (17. november 1780)
73. Henrich Callisen (8. december 1780)
74. Frantz Henrich Müller (8. december 1780)
75. Mathias Saxtorph (15. december 1780)
76. Ole Strøm (22. december 1780)
77. Johann Gerhard König (23. november 1781)
78. Poul Løvenørn (12. november 1784)
79. Johan Nicolai Tetens (16. november 1787)
80. Jacob Mumssen (6. marts 1789)
81. Daniel Gotthilf Moldenhawer (1. maj 1789)
82. Skúli Thorlacius (1. maj 1789)
83. Wilhelm Theodor Wegener (1. maj 1789)
84. Wilhelm Ernst Christiani (7. maj 1790)
85. Adam Wilhelm Hauch (4. februar 1791)
86. Martin Vahl (4. februar 1791)
87. Erik Viborg Nissen (4. februar 1791)
88. Grímur Jónsson Thorkelin (2. december 1791)
89. Jacob Edvard Colbjørnsen (2. maj 1792)
90. Heinrich Johannes Krebs (7. december 1792)
91. Christian Høyer (8. januar 1796)
92. Børge Riisbrigh (4. marts 1796)
93. François-Céléstin de Loynes-Barraud de la Coudraye (6. maj 1796)
94. Nicolai Tychsen (6. maj 1796)
95. Jens Bang (3. februar 1797)
96. Johan Daniel Herholdt (5. januar 1798)
97. Friedrich Christian Carl Hinrich Münter (5. januar 1798)
98. Anders Gamborg (19. januar 1798)
99. Dietrich Hermann Hegewisch (19. januar 1798)
100. Jørgen Kierulff (19. januar 1798)
101. Carl Gottlob Rafn (19. januar 1798)
102. Peder Kofod Ancher Schousboe (19. januar 1798)
103. Niels Treschow (19. januar 1798)
104. Georg Zoëga (30. marts 1798)
105. Carl Ferdinand Degen (7. februar 1800)
106. Jens Esmark (7. februar 1800)
107. Niels Iversen Schow (7. februar 1800)
108. Gregers Wad (7. februar 1800)
109. Christian Ulrich Detlev von Eggers (7. maj 1802)
110. Poul Scheel (5. november 1802)
111. Christoph Heinrich Pfaff (3. februar 1804)
112. Johan Georg Ludvig Manthey (7. december 1804)
113. Abraham Pihl (7. december 1804)
114. Christian Bastholm (6. december 1805)
115. Jacob Andreas Wolf (6. december 1805)
116. Ove Malling (17. januar 1806)
117. Johan Friedrich Wilhelm Schlegel (17. januar 1806)
118. Conrad Georg Friedrich Elias von Schmidt-Phiseldeck (17. januar 1806)
119. Ole Hieronymus Mynster (25. november 1808)
120. Heinrich Christian Friedrich Schumacher (25. november 1808)
121. Hans Christian Ørsted (25. november 1808)
122. Børge Riisbrigh Thorlacius (26. januar 1810)
123. Lauritz Schebye Vedel Simonsen (26. januar 1810)
124. Johann Hermann Kramer (13. april 1810)
125. Anders Sandøe Ørsted (21. december 1810)
126. Peter Erasmus Müller (7. juni 1811)
127. Jacob Hansen Steffens (20. december 1811)
128. Laurits Engelstoft (18. december 1812)
129. Jens Wilken Hornemann (23. april 1813)
130. Jens Rathke (23. april 1813)
131. Peter Johan Wleugel (10. december 1813)
132. Jens Møller (7. januar 1814)
133. Oluf Christian Olufsen (21. januar 1814)
134. Urban Jürgensen (8. december 1815)
135. Heinrich Christian Schumacher (8. december 1815)
136. Erasmus Georg Fog Thune (8. december 1815)
137. Christian Ramus (26. april 1816)
138. Frederik Christian Sibbern (26. april 1816)
139. Mathias Hastrup Bornemann (7. januar 1819)
140. Jakob Peter Mynster (7. januar 1819)
141. Joachim Dietrich Brandis (17. december 1819)
142. Ludvig Levin Jacobson (17. december 1819)
143. Johan Sylvester Saxtorph (17. december 1819)
144. Knud Lyne Rahbek (15. december 1820)
145. Erich Christian Werlauff (15. december 1820)
146. Johannes Christopher Hagemann Reinhardt (6. april 1821)
147. Bendt Bendtsen (3. januar 1823)
148. Rasmus Nyerup (3. januar 1823)
149. Oluf Worm (3. januar 1823)
150. Joachim Frederik Schouw (19. december 1823)
151. Janus Lauritz Andreas Kolderup-Rosenvinge (2. april 1824)
152. William Christopher Zeise (10. december 1824)
153. Rasmus Rask (6. maj 1825)
154. Johan Georg Forchhammer (16. december 1825)
155. Henrik Gerner von Schmidten (16. december 1825)
156. Peter Oluf Brøndsted (12. maj 1826)
157. Frederik Christian Petersen (12. maj 1826)
158. Hans Christian Lyngbye (15. december 1826)
159. Andreas Wilhelm Cramer (21. december 1827)
160. August Detlev Christian Twesten (21. december 1827)
161. Frederik Plum (19. december 1829)
162. Niels Nicolaus Falck (8. maj 1829)
163. Christian Molbech (8. maj 1829)
164. Andreas Schifter (8. maj 1829)
165. Georg Frederik Krüger Ursin (8. maj 1829)
166. Finn Magnusen (8. januar 1830)
167. Peter Wilhelm Lund (22. april 1831)
168. Hector Frederik Janson Estrup (10. maj 1833)
169. Henrik Nicolai Clausen (27. december 1833)
170. Christian Georg Nathan David (27. december 1833)
171. Johan Nicolai Madvig (27. december 1833)
172. Carl Ludvig Bendz (2. maj 1834)
173. Christian Friis Rottbøll Olufsen (2. maj 1834)
174. Christian Jürgensen (19. december 1834)
175. Christian Ramus (19. december 1834)
176. Johan Christian Drewsen (22. maj 1836)
177. Niels Hofman (16. december 1836)
178. Daniel Frederik Eschricht (19. maj 1837)
179. Henrik Carl Bang Bendz (10. april)
180. Henrik Nikolai Krøyer (10. april 1840)
181. Johannes Ephraim Larsen (3. december 1841)
182. Hans Lassen Martensen (3. december 1841)
183. Niels Matthias Petersen (3. december 1841)
184. Hans Mathias Velschow (3. december 1841)
185. Rudolph Johannes Frederik Henrichsen (4. november 1842)
186. Johan Christopher Hoffmann (4. november 1842)
187. Gregor Wilhelm Nitzsch (4. november 1842)
188. Peter Pedersen (4. november 1842)
189. Peter Christian Pingel (4. november 1842)
190. Johannes Japetus Smith Steenstrup (4. november 1842)
191. Edvard August Scharling (1. december 1843)
192. Caspar Peter Paludan-Müller (15. december 1843)
193. Caspar Frederik Wegener (15. december 1843)
194. Frederik Michael Liebmann (13. december 1844)
195. Justus Olshausen (13. december 1844)
196. Jørgen Matthias Christian Schiødte (13. december)
197. Carl Moritz Gottsche (5. december 1845)
198. Carl Emil Scharling (5. december 1845)
199. Ernst Frederik Christian Bojesen (3. december 1847)
200. Christian Thorning Engelstoft (3. december 1847)
201. Niels Ludvig Westergaard (3. december 1847)
202. Carl Emil Mundt (13. april 1849)
203. Johan Louis Ussing (5. december 1851)
204. Jens Jacob Asmussen Worsaae (2. april 1852)
205. Adolph Hannover (1. april 1853)
206. Carl Christopher Georg Andræ (15. april 1853)
207. Konráð Gíslason (2. december 1853)
208. Ludvig August Colding (11. april 1856)
209. Johannes Theodor Reinhardt (11. april 1856)
210. Carl Ludvig Müller (5. december 1856)
211. Wilhelm Friedrich Georg Behn (3. april 1857)
212. Heinrich Louis d'Arrest (9. april 1858)
213. Christian August Friedrich Peters (9. april 1858)
214. Carl Ferdinand Allen (15. april 1859)
215. Peter Ludvig Panum (15. april 1859)
216. Frederik Eginhard Amadeus Høst Schiern (15. april 1859)
217. Carl Valentin Holten (7. december 1860)
218. Hans Peter Jürgen Julius Thomsen (7. december 1860)
219. Christian Emilius Reich (5. december 1862)
220. Adolph Steen (5. december 1862)
221. Peder Goth Thorsen (24. april 1863)
222. Johannes Frederik Johnstrup (16. december 1864)
223. Hinrich Johannes Rink (16. december 1864)
224. Christen Thomsen Barfoed (22. december 1865)
225. Johan Martin Christian Lange (22. december 1865)
226. Anders Sandøe Ørsted (22. december 1865)
227. Ludvig Valentin Lorenz (14. december 1866)
228. Peter Edvard Holm (5. april 1867)
229. August Ferdinand Michael van Mehren (5. april 1867)
230. Georg Frederik Wilhelm Lund (17. april 1868)
231. Svend Hersleb Grundtvig (4. december 1868)
232. Kristen Jensen Lyngby (4. december 1868)
233. Christian Frederik Lütken (22. april 1870)
234. Holger Frederik Rørdam (8. december 1871)
235. Hieronymus Georg Zeuthen (6. december 1872)
236. Hans Carl Frederik Christian Schjellerup (18. april 1873)
237. Sophus Mads Jørgensen (18. december 1874)
238. Ludvig Henrik Ferdinand Oppermann (16. april 1875)
239. Frederik Theodor Schmidt (16. april 1875)
240. Christian Christiansen (17. december 1875)
241. Michael Viggo Fausbøll (7. april 1876)
242. Harald Krabbe (7. april 1876)
243. Caspar Wilhelm Smith (7. april 1876)
244. Jón Thorkelsson (7. april 1876)
245. Poul Sophus Vilhelm Heegaard (8. december 1876)
246. Rasmus Nielsen (8. december 1876)
247. Vilhelm Ludvig Peter Thomsen (8. december 1876)
248. Ludvig Frands Adalbert Wimmer (8. december 1876)
249. Julius Henrik Lange (20. april 1877)
250. Haldor Frederik Axel Topsøe (21. december 1877)
251. Johannes Eugenius Bülow Warming (21. december 1877)
252. Peter Christian Julius Petersen (4. april 1879)
253. Thorvald Nicolai Thiele (4. april 1879)
254. Frederik Vilhelm August Meinert (16. december 1881)
255. August Herman Ferdinand Carl Goos (28. april 1882)
256. Frederik Georg Emil Rostrup (28. april 1882)
257. Johannes Christoffer Hagemann Reinhardt Steenstrup (8. december 1882)
258. Martin Clarentius Gertz (13. april 1883)
259. Johan Ludvig Heiberg (7. december 1883)
260. Adolph Ditlev Jørgensen (7. december 1883)
261. Johannes Magnus Valdemar Nellemann (7. december 1883)
262. Vilhjálmur Ludvig Finsen (18. april 1884)
263. Harald Høffding (12. december 1884)
264. Kristian Frederik Vilhelm Kroman (12. december 1884)
265. Peter Erasmus Müller (12. december 1884)
266. Christian Harald Lauritz Peter Emil Bohr (18. maj 1888)
267. Kristian Sofus August Erslev (18. maj 1888)
268. Julius Albert Fridericia (18. maj 1888)
269. Jørgen Pedersen Gram (18. maj 1888)
270. Adam Frederik Wivet Paulsen (18. maj 1888)
271. Johannes Thor Sundby (18. maj 1888)
272. Herman Valentiner (18. maj 1888)
273. Karl Adolf Verner (18. maj 1888)
274. Odin Tidemand Christensen (11. april 1890)
275. Emil Christian Hansen (11. april 1890)
276. Johan Gustav Christoffer Thorsager Kjeldahl (11. april 1890)
277. Johan Erik Vesti Boas (3. april 1891)
278. Johan Henrik Chievitz (3. april 1891)
279. Otto Georg Petersen (3. april 1891)
280. Peter Kristian Prytz (3. april 1891)
281. Carl Julius Salomonsen (3. april 1891)
282. William Emil Sørensen (3. april 1891)
283. Martin Thomas Herman Møller (8. april 1892)
284. Carl Frederik Pechüle (7. april 1893)
285. Georg Carl Christian von Zachariae (7. april 1893)
286. Rudolph Sophus Bergh (15. april 1898)
287. Wilhelm Ludvig Johannsen (15. april 1898)
288. Finnur Jónsson (15. april 1898)
289. Sophus Otto Müller (15. april 1898)
290. Bernhard Laurits Frederik Bang (21. april 1899)
291. Jens Otto Harry Jespersen (21. april 1899)
292. Christian Sophus Juel (21. april 1899)
293. Kristoffer Nyrop (21. april 1899)
294. Frants Peder William Buhl (6. april 1900)
295. Peter Erasmus Kristian Kaalund (6. april 1900)
296. Christian Emil Ulrik Petersen (6. april 1900)
297. Janus Lauritz Andreas Kolderup-Rosenvinge (6. april 1900)
298. Søren Sørensen (6. april 1900)
299. Johan Ludvig Emil Dreyer (12. april 1901)
300. Hector Frederik Estrup Jungersen (12. april 1901)
301. Georg Marius Reynald Levinsen (12. april 1901)
302. Troels Frederik Troels-Lund (12. april 1901)
303. Alfred Georg Ludvig Lehmann (4. april 1902)
304. Christen Christiansen Raunkiær (4. april 1902)
305. Marcus Rubin (4. april 1902)
306. Knud Johannes Vogelius Steenstrup (4. april 1902)
307. Anders Christian Christensen (3. april 1903)
308. Anders Bjørn Drachmann (3. april 1903)
309. Valdemar Henriques (3. april 1903)
310. Christian Karl Tulinius Hude (3. april 1903)
311. Carl Oluf Jensen (3. april 1903)
312. Niels Viggo Ussing (3. april 1903)
313. Holger Pedersen (7. april 1905)
314. Hans Ostenfeld Lange (6. april 1906)
315. Søren Peter Lauritz Sørensen (6. april 1906)
316. Johan Ludvig William Valdemar Jensen (5. april 1907)
317. Axel Olrik (5. april 1907)
318. Dines Andersen (3. april 1908)
319. Martin Hans Christian Knudsen (14. maj 1909)
320. Thorvaldur Thoroddsen (14. maj 1909)
321. Thorvald Johannes Marius Madsen (15. april 1910)
322. Björn Magnússon Ólsen (15. april 1910)
323. Adolf Herluf Winge (15. april 1910)
324. Christian Sørensen Blinkenberg (11. april 1913)
325. Karl Frederik Kinch (11. april 1913)
326. Valdemar Vedel (11. april 1913)
327. Johannes Carl Bock (17. april 1914)
328. Johannes Nicolaus Brønsted (17. april 1914)
329. Johannes Trolle Hjelmslev (17. april 1914)
330. Niels Nielsen (17. april 1914)
331. Carl Georg Johannes Petersen (17. april 1914)
332. Valdemar Poulsen (17. april 1914)
333. Jens Kristian Sandfeld (17. april 1914)
334. Christian Preben Emil Sarauw (17. april 1914)
335. Niels Janniksen Bjerrum (28. april 1916)
336. Johannes Andreas Grib Fibiger (28. april 1916)
337. Schack August Steenberg Krogh (28. april 1916)
338. Niels Erik Nørlund (28. april 1916)
339. Carl Emil Hansen Ostenfeld (28. april 1916)
340. Niels Henrik David Bohr (27. april 1917)
341. Peder Oluf Pedersen (27. april 1917)
342. Harald August Bohr (3. maj 1918)
343. Arthur Emanuel Christensen (3. maj 1918)
344. Vilhelm Peter Grønbech (3. maj 1918)
345. Ernst Johannes Schmidt (3. maj 1918)
346. Carl Jørgen Wesenberg-Lund (3. maj 1918)
347. Ove Balthasar Bøggild (25. april 1919)
348. Ejnar Hertzsprung (25. april 1919)
349. Vilhelm Ellermann (9. april 1920)
350. Aage Friis (9. april 1920)
351. Ole Theodor Jensen Mortensen (9. april 1920)
352. Poul Frederik Sigfrid Poulsen (9. april 1920)
353. Vilhelm Rasmus Andreas Andersen (6. april 1923)
354. Carl William Thalbitzer (6. april 1923)
355. Francis Beckett (11. april 1924)
356. Johannes Peder Ejler Pedersen (11. april 1924)
357. Hendrik Anthony Kramers (3. april 1925)
358. Jens Peter Johannes Lindhard (3. april 1925)
359. Jakob Nielsen (9. april 1926)
360. Dan Barfod la Cour (8. april 1927)
361. Knud Aage Buchtrup Sand (8. april 1927)
362. Svante Elis Strömgren (8. april 1927)
363. Øjvind Winge (8. april 1927)
364. Einar Christian Saxtorph Biilmann (13. april 1928)
365. Knud Friis Johansen (13. april 1928)
366. Hans Henning Ræder (13. april 1928)
367. Oluf Thomsen (13. april 1928)
368. Poul Tuxen (13. april 1928)
369. Johannes Brøndum-Nielsen (5. april 1929)
370. Adolf Severin Jensen (5. april 1929)
371. Peter Boysen Jensen (5. april 1929)
372. Knud Jessen (5. april 1929)
373. Tommy Bonnesen (11. april 1930)
374. Poul Nørlund (11. april 1930)
375. Ferdinand Christian Peter Ohrt (10. april 1931)
376. Jesper Peter Johansen Ravn (10. april 1931)
377. Aage Gudmund Hatt (1. april 1932)
378. Sigurd Orla-Jensen (21. april 1933)
379. Jens Anton Christiansen (6. april 1934)
380. Louis Sigurd Fridericia (6. april 1934)
381. Karl Peter William Johannes Norvin (6. april 1934)
382. Kurt Wulff (6. april 1934)
383. Erik Ipsen Arup (12. april 1935)
384. Kaj Ulrik Linderstrøm-Lang (12. april 1935)
385. Carl Marinus Steenberg (12. april 1935)
386. Ejnar Aksel Petersen Dyggve (3. april 1936)
387. Louis Leonor Hammerich (3. april 1936)
388. Martin Kristian Kristensen (3. april 1936)
389. Alex Willy Langseth (3. april 1936)
390. Ove Vilhelm Paulsen (2. april 1937)
391. Einar Lundsgaard (8. april 1938)
392. Johannes Balthasar Brøndsted (14. april)
393. Børge Christian Jessen (14. april 1939)
394. Bengt Georg Daniel Strömgren (14. april 1939)
395. Niels Mathias Peter Thomsen (14. april 1939)
396. Jeppe Ørskov (14. april 1939)
397. Erik Hohwü Christensen (12. april 1940)
398. Poul Johannes Jørgensen (12. april 1940)
399. Knud Frederik Krog Fabricius (4. april 1941)
400. Carsten Høeg (4. april 1941)
401. Axel Eduard Hjorth Nielsen (10. april 1942)
402. Paul V. Rubow (10. april 1942)

## Udenlandske ordentlige medlemmer indtil 1942
1. Johann Carl Heinrich Dreyer (19. juli 1758?)
2. Franz Dominicus Häberlin (19. juli 1758?)
3. Johann Friedrich von Uffenbach (9. december 1763)
4. Jean-Joseph Expilly (13. oktober 1769)
5. Paolo Frisi (13. oktober 1769)
6. Maximilian Hell (13. oktober 1769)
7. Charles Bonnet (15. december 1769)
8. Johann Nepomuk Sainovics (19. januar 1770)
9. Gottfried Schütze (optaget som indenlandsk medlem 9. marts 1750, men overført til udenlandsk medlem efter 1770)
10. Wenceslaus Johann Gustav Karsten (27. februar 1778)
11. Johann Georg Adam Forster (27. februar 1778)
12. Johann Reinhold Forster (27. februar 1778)
13. Joseph Jérôme Lefrançois de Lalande (29.? oktober 1778)
14. Pehr Wilhelm Wargentin (9. april 1779)
15. Christian Friedrich Reuss (23. april 1779)
16. Jean Bernoulli (19. november 1779)
17. Jean-Baptiste-Gaspard d'Ansse de Villoison (19. november 1779)
18. Carl von Linné (13. december 1782)
19. Lorenz Florenz Friedrich von Crell (3. januar 1783)
20. James Johnstone (28. februar 1783)
21. William Coxe (11. februar 1785)
22. Joseph Banks (13. januar 1786)
23. Sven Lagerbring (13. januar 1786)
24. Henric Nicander (13. januar 1786)
25. Peter Simon Pallas (13. januar 1786)
26. Anders Jahan Retzius (13. 1786)
27. Marcus Elieser Bloch (1. december 1786)
28. Abraham Gotthelf Kästner (3. januar 1794)
29. Sigismund Friedrich Hermbstädt (6. marts 1795)
30. John Sinclair (4. marts 1796)
31. Johann Bartholomäus Trommsdorff (4. marts 1796)
32. Martin Heinrich Klaproth (2. december 1796)
33. Alexander Nicolaus Scherer (5. januar 1798)
34. Oluf Gerhard Tychsen (19. januar 1798)
35. Nicolaus von Fuss (20. april 1798)
36. Johan Gottlieb Gahn (5. december 1800)
37. Peter Niklas von Gedda (5. december 1800)
38. Franz Xaver von Zach (5. december 1800)
39. Daniel Melanderhjelm (2. januar 1801)
40. Carl Victor von Bonstetten (15. maj 1801)
41. Jean-François de Bourgoing (22. maj 1801)
42. Jean Baptiste Joseph Delambre (22. maj 1801)
43. Pierre-Simon de Laplace (22. maj 1801)
44. Pierre-François-André Méchain (22. maj 1801)
45. Antoine-Isaac Silvestre de Sacy (4. februar 1803)
46. Friedrich Theodor von Schubert (7. december 1804)
47. Antoine Portal (5. januar 1805)
48. Johann Christian Reil (5. januar 1805)
49. Benedict Franz Johann Hermann (3. maj 1805)
50. Johann Gottlieb Walter (3. maj 1805)
51. Jean-Antoine Chaptal (15. november 1805)
52. Georges-Léopold-Chrétien-Frédéric-Dagobert Cuvier (15. november 1805)
53. Johann Ehlert Bode (6. december 1805)
54. Reinhard Woltman (6. december 1805)
55. Thomas Christian Tychsen (17. januar 1806)
56. Edouard Romeo Vargas-Bedemar (21. november 1806)
57. Gaetano Palloni (optaget i 1807 eller 1808)
58. Johan Gottlieb Gerhard Buhle (9. december 1808)
59. Ludwig Wilhelm Gilbert (9. december 1808)
60. Friedrich Wilhelm Heinrich Alexander von Humboldt (3. marts 1809)
61. Jöns Jacob Berzelius (3. maj 1811)
62. Karl August Böttiger (20. december 1811)
63. Arnold Hermann Ludwig Heeren (20. december 1811)
64. Christian Gottlob Heyne (20. december 1811)
65. Georg Friedrich Creuzer (7. januar 1814)
66. Fredrich Christian Holberg Arentz (optaget som indenlandsk medlem 10. februar 1775, efter 1814 overført til udenlandsk medlem)
67. Jens Esmark (optaget som indenlandsk medlem 7. februar 1800, efter 1814 overført til udenlandsk medlem)
68. Abraham Pihl (optaget som indenlandsk medlem 7. december 1804, efter 1814 overført til udenlandsk medlem)
69. Jens Rathke (optaget som indenlandsk medlem 23. april 1813, efter 1814 overført til udenlandsk medlem)
70. Niels Treschow (optaget som indenlandsk medlem 19. januar 1798, efter 1814 overført til udenlandsk medlem)
71. Benjamin Smith Barton (3. marts 1815)
72. John Redman Coxe (3. marts 1815)
73. Jean-Baptiste van Mons (31. marts 1815)
74. Joseph-Louis Gay-Lussac (13. december 1816)
75. Carlo Rosini (13. december 1816)
76. Abraham Gottlob Werner (9. maj 1817)
77. Vincenzo Flauti (12. december 1817)
78. Karl Ludwig Giesecke (12. december 1817)
79. Robert Jameson (12. december 1817)
80. Carl Friedrich von Wiebeking (12. december 1817)
81. William Lawrence (17. december 1819)
82. Johann Friedrich Meckel (17. december 1819)
83. Teodoro Monticelli (17. december 1819)
84. Johann Friedrich Ludwig Hausmann (24. marts 1820)
85. William Mudge (24. marts 1820)
86. John Pond (24. marts 1820)
87. Johann Friderich Stromeyer (24. marts 1820)
88. Thomas Young (24. marts 1820)
89. Heinrich Steffens (15. december 1820)
90. Friedrich Wilhelm Bessel (6. april 1821)
91. Christian Leopold von Buch (6. april 1821)
92. Thomas Frederick Colby (6. april 1821)
93. Humphry Davy (6. april 1821)
94. Carl Friedrich Gauss (6. april 1821)
95. Valeriano Luigi Brera (7. december 1821)
96. David Brewster (7. december 1821)
97. Paul Erman (7. december 1821)
98. Joseph von Hammer-Purgstall (7. december 1821)
99. Sergij Semjonovič Uvarov (7. december 1821)
100. Robert Brown (3. januar 1823)
101. Augustin Pyramus de Candolle (3. januar 1823)
102. Christian Martin Frähn (3. januar 1823)
103. Antoine Laurent de Jussieu (3. januar 1823)
104. Ernst Friedrich von Schlotheim (3. januar 1823)
105. Johannes Frederik Lodewijk Schröder (3. januar 1823)
106. Dominique-François-Jean Arago (19. december 1823)
107. Jean Baptiste Joseph Fourier (19. december 1823)
108. Louis-Jacques Thénard (19. december 1823)
109. William Hyde Wollaston (19. december 1823)
110. John Frederick William Herschel (2. april 1824)
111. Henry Kater (2. april 1824)
112. Thomas Johann Seebeck (2. april 1824)
113. Christian Samuel Weiss (2. april 1824)
114. Karl Friedrich Eichhorn (12. maj 1826)
115. Erik Gustaf Geijer (12. maj 1826)
116. Gustav Hugo (12. maj 1826)
117. Friedrich Karl von Savigny (12. maj 1826)
118. Augustin-Jean Fresnel (15. december 1826)
119. Christopher Hansteen (15. december 1826)
120. Nathanel Wallich (15. december 1826)
121. Friedrich Georg Wilhelm Struve (18. maj 1827)
122. Jonas Hallenberg (21. december 1827)
123. Hendrik Arent Hamaker (21. december 1827)
124. Barthold Georg Niebuhr (21. december 1827)
125. Siméon Denis Poisson (21. december 1827)
126. August Boeckh (19. december 1828)
127. Charles Babbage (8. maj 1829)
128. Jacob Ludwig Carl Grimm (8. maj 1829)
129. Wilhelm Carl Grimm (8. maj 1829)
130. Friedrich David Gräter (8. maj 1829)
131. Jean-Marie Pardessus (8. januar 1830)
132. Paul Heinrich von Fuss (14. maj 1830)
133. Johann Hermann Kramer (optaget som indenlandsk medlem 13. april 1810, overført som udenlandsk medlem efter 1830)
134. Michael Faraday (11. maj 1832)
135. Heinrich Friedrich Link (11. maj 1832)
136. Carl Friedrich Philipp von Martius (11. maj 1832)
137. Carl Ritter (21. december 1832)
138. August Detlev Christian Twesten (optaget som indenlandsk medlem 21. december 1827, overført til udenlandsk medlem efter 1832)
139. Michel-Eugène Chevreul (10. maj 1833)
140. Pierre-Louis Dulong (10. maj 1833)
141. Johan Gustaf Liljegren (10. maj 1833)
142. Eilhard Mitscherlich (10. maj 1833)
143. Peter Andreas Hansen (2. maj 1834)
144. Carl Benedict Hase (19. december 1834)
145. Jean-Antoine Letronne (19. december 1834)
146. Bartholomäus Kopitar (16. december 1836)
147. Charles Lyell (16. december 1836)
148. Henri Marie Ducrotay de Blainville (13. december 1839)
149. Christian Gottfried Ehrenberg (13. december 1839)
150. Carl Gustav Jacob Jacobi (13. december 1839)
151. Johannes Müller (13. december 1839)
152. Wilhelm Eduard Weber (13. december 1839)
153. Victor Cousin (20. december 1839)
154. François-Pierre-Guillaume Guizot (20. december 1839)
155. Philipp Conrad Marheineke (20. december 1839)
156. Karl Otfried Müller (20. december 1839)
157. Friedrich Wilhelm Joseph von Schelling (20. december 1839)
158. Friedrich Christoph Schlosser (20. december 1839)
159. Johannes Voigt (20. december 1839)
160. George Biddell Airy (27. november 1840)
161. Karl Ernst von Baer (27. november 1840)
162. Augustin Louis Cauchy (27. november 1840)
163. Lmabert-Adolphe-Jacques Quetelet (27. november 1840)
164. Jean-Baptiste-André Dumas (4. november 1842)
165. Elias Magnus Fries (4. november 1842)
166. Bror Emil Hildebrand (5. december 1845)
167. Macedonio Melloni (5. december 1845)
168. Christian Lassen (11. december 1846)
169. Christian August Brandis (3. december 1847)
170. Heinrich Ritter (3. december 1847)
171. Jean-Baptiste-Armand-Louis-Léonce Élie de Beaumont (13. december 1850)
172. Justus von Liebig (13. december 1850)
173. Roderick Impey Murchison (13. december 1850)
174. Sven Nilsson (13. december 1850)
175. Charles-François de Mirbel (10. januar 1851)
176. Karl Georg Brunius(2. april 1852)
177. Gregor Wilhelm Nitzsch (optaget som indenlandsk medlem 4. november 1842, 1852-53 overført til udenlandsk medlem)
178. Justus Olshausen (optaget som indenlandsk medlem 13. december 1844, 1852-53 overført til udenlandsk medlem)
179. William Jackson Hooker (1. april 1853)
180. Henri Milne-Edwards (7. april 1854)
181. Friedrich Wöhler (7. april 1854)
182. Wilhelm Karl von Haidinger (11. april 1856)
183. Gustav Rose (11. april 1856)
184. Heinrich Rose (11. april 1856)
185. Jean-Louis-Rodolphe Agassiz (15. april 1859)
186. Robert Wilhelm Bunsen (15. april 1859)
187. Richard Owen (15. april 1859)
188. Henri Victor Regnault (15. april 1859)
189. Gabriel-Auguste Daubrée (23. december 1863)
190. Robert FitzRoy (23. december 1863)
191. Edward Sabinet (23. december 1863)
192. Michael Sars (23. december 1863)
193. Wilhelm Friedrich Georg Behn (optaget som indenlandsk medlem 3. april 1857, efter 2. december 1864 overført til udenlandsk medlem)
194. Carl Moritz Gottsche (optaget som indenlandsk medlem 5. december 1845, efter 2. december 1864 overført til udenlandsk medlem)
195. Christian August Friedrich Peters (optaget som indenlandsk medlem 9. april 1858, efter 2. december 1864 overført til udenlandsk medlem)
196. Claude Bernard (11. januar 1867)
197. Ole Jacob Broch (11. januar 1867)
198. Frederik Ferdinand Carlson (11. januar 1867)
199. Michel Chasles (11. januar 1867)
200. Jean-Marie-Constant Duhamel (11. januar 1867)
201. Erik Edlund (11. januar 1867)
202. George Grote (11. januar 1867)
203. Joseph Dalton Hooker (11. januar 1867)
204. Joseph Liouville (11. januar 1867)
205. Carl Johan Malmsten (11. januar 1867)
206. Carl Gustaf Styffe (11. januar 1867)
207. Lars Fredrik Svanberg (11. januar 1867)
208. Amédée-Simon-Dominique Thierry (11. januar 1867)
209. Fredrik Ludvig Vibe (11. januar 1867)
210. Giovanni Battista de Rossi (13. december 1867)
211. Christian Peter Bianco Boeck (17. april 1868)
212. Otto von Böthlingk (17. april 1868)
213. Axel Joakim Erdmann (17. april 1868)
214. Stanislas Julien (17. april 1868)
215. Urbain-Jean-Joseph le Verrier (17. april 1868)
216. Bon-Louis-Henri Martin (17. april 1868)
217. François-Auguste-Marie Mignet (17. april 1868)
218. Henry Creswick Rawlinson (17. april 1868)
219. Joseph Héliodore Garcin de Tassy (17. april 1868)
220. Carl Johan Tornberg (17. april 1868)
221. Michele Benedetto Gaetano Amari (22. april 1870)
222. Elseus Sofus Bugge (22. april 1870)
223. Alphonse-Louis-Pierre-Pyramus de Candolle (22. april 1870)
224. Carel Gabriel Cobet (22. april 1870)
225. Reinhart Pieter Anne Dozy (22. april 1870)
226. Theodor Kjerulf (22. april 1870)
227. Bernhard Karl von Koehne (22. april 1870)
228. Sven Ludvig Lovén (22. april 1870)
229. Ludolph Stephani (22. april 1870)
230. John Lubbock (19. april 1872)
231. Jacob Georg Agardh (18. april 1873)
232. William Huggins (18. april 1873)
233. James Prescott Joule (18. april 1873)
234. Anders Jonas Ångström (18. april 1873)
235. Arthur Cayley (5. december 1873)
236. David Bierens de Haan (5. december 1873)
237. Leopold von Ranke (30. april 1875)
238. Karl Rikard Unger (17. december 1875)
239. Luigi Cremona (14. januar 1876)
240. Hermann Ludwig Ferdinand von Helmholtz (14. januar 1876)
241. Charles Hermite (14. januar 1876)
242. Thomas Henry Huxley (14. januar 1876)
243. Gustav Robert Kirchhoff (14. januar 1876)
244. Karl Friedrich Wilhelm Ludwig (14. januar 1876)
245. George Salmon (14. januar 1876)
246. Karl Theodor Ernst von Siebold (14. januar 1876)
247. Léopold-Victor Delisle (7. april 1876)
248. Maximillien-Paul-Émile Littré (7. april 1876)
249. František Palacký (7. april 1876)
250. Otto Wilhelm Struve (7. april 1876)
251. Franz Xaver von Miklosich (8. december 1876)
252. George James Allman (22. december 1876)
253. Peter Guthrie Tait (22. december 1876)
254. William Thomson (22. december 1876)
255. Bernhard Dorn (20. april 1877)
256. Arthur Coke Burnell (6. december 1878)
257. Carl Gustaf Malmström (6. december 1878)
258. Charles Robert Darwin (4. april 1879)
259. Alfred-Louis-Olivier-Legrand des Cloizeaux (4. april 1879)
260. Franciscus Cornelis Donders (4. april 1879)
261. Nikolaj Ivanovič von Kokšarov (4. april 1879)
262. Louis Pasteur (4. april 1879)
263. Christian Wilhelm Blomstrand (16. april 1880)
264. Per Teodor Cleve (16. april 1880)
265. Ernst Axel Henrik Key (17. december 1880)
266. Pierre-Eugène-Marcelin Berthelot (8. april 1881)
267. Henri-Étienne Sainte-Claire-Deville (8. april 1881)
268. Johan August Hugo Gyldén (16. december 1881)
269. Didrik Magnus Axel Möller (16. december 1881)
270. Karl Wilhelm von Nägeli (16. december 1881)
271. Friedrich Gustav Jacob Henle (28. april 1882)
272. Félix-Jospeh-Henri de Lacaze-Duthiers (28. april 1882)
273. Magnus Gustaf Retzius (28. april 1882)
274. Marie-Louis-Antoine-Gaston Boissier (22. december 1882)
275. Gaston-Bruno-Paulin Paris (22. december 1882)
276. Heinrich Leberecht Fleischer (18. april 1884)
277. Alexander Christian Leopold Conze (12. december 1884)
278. Ernst Curtius (12. december 1884)
279. Edward Augustus Freeman (10. april 1885)
280. Konrad von Maurer (10. april 1885)
281. August Theodor Möbius (10. april 1855)
282. William Stubbs (10. april 1885)
283. Fredrik Wilhelm Christian Areschoug (30. april 1886)
284. Leopold Kronecker (30. april 1886)
285. Rudolf Albert von Kölliker (30. april 1886)
286. Franz von Leydig (30. april 1886)
287. Joseph Leidy (30. april 1886)
288. Nils Adolf Erik Nordenskiöld (30. april 1886)
289. Martin Otto Torell (30. april 1886)
290. Karl Theodor Wilhelm Weierstrass (30. april 1886)
291. Gustave-Adolphe Hirn (4. februar 1887)
292. Johan Fritzner (1. juni 1888)
293. Richard Heinzel (1. juni 1888)
294. Arist Aristovič Kunik (1. juni 1888)
295. Marie-Paul-Hyacinthe Meyer (1. juni 1888)
296. Clas Theodor Odhner (1. juni 1888)
297. Johannes Schmidt (1. juni 1888)
298. Georg Eduard Sievers (1. juni 1888)
299. Gustav Storm (1. juni 1888)
300. Christian Cavallin (5. april 1889)
301. Edward Drinker Cope (5. april 1889)
302. Jean-Gaston Darboux (5. april 1889)
303. Karl Gegenbauer (5. april 1889)
304. Georges-Henri Halphen (5. april 1889)
305. Alarik Frithiof Holmgren (5. april 1889)
306. Rudolf von Jhering (5. april 1889)
307. Karl Georg Friedrich Rudolph Leuckart (5. april 1889)
308. Marius Sophus Lie (5. april 1889)
309. Wilhelm Lilljeborg (5. april 1889)
310. Othniel Charles Marsh (5. april 1889)
311. Dmitrij Ivanovič Mendelěev (5. april 1889)
312. Magnus Gustaf Mittag-Leffler (5. april 1889)
313. Alfred Gabruiel Nathorst (5. april 1889)
314. Lars Fredrik Nilson (5. april 1889)
315. Frederik Christian Schübeler (5. april 1889)
316. Wilhelm Wundt (5. april 1889)
317. Eduard Zeller (5. april 1889)
318. Alexander Emanuel Rudolph Agassiz (11. april 1890)
319. Graziadio Isaia Ascoli (11. april 1890)
320. Franz Bücheler (11. april 1890)
321. James Dwight Dana (11. april 1890)
322. Hermann Franz Moritz Kopp (11. april 1890)
323. Gustaf Lindström (11. april 1890)
324. Ferdinand von Mueller (11. april 1890)
325. Georg Ossian Sars (11. april 1890)
326. Philippe-Édouard-Léon van Tiegheim (11. april 1890)
327. Alessandro D'Ancona (3. april 1891)
328. Theodor Aufrecht (3. april 1891)
329. Otto Benndorf (3. april 1891)
330. Michel-Jules-Alfred Bréal (3. april 1891)
331. Oscar Brefeld (3. april 1891)
332. Samuel Rawson Gardiner (3. april 1891)
333. Friedrich Albrecht Weber (3. april 1891)
334. William Dwight Whitney (3. april 1891)
335. Waldemar Christopher Brøgger (8. april 1892)
336. Daniel Cornelius Danielssen (8. april 1892)
337. Hans Ludvig Forssell (8. april 1892)
338. Olaf Hammarsten (8. april 1892)
339. Christian Felix Klein (8. april 1892)
340. Carl Hermann Amandus Schwarz (8. april 1892)
341. Esaias Henrik Vilhelm Tegnér (8. april 1892)
342. Ludwig Boltzmann (7. april 1893)
343. Domenico Comparetti (7. april 1893)
344. Wilhelm His (7. april 1893)
345. Simon Schwendener (7. april)
346. Albert Sorel (7. april 1893)
347. Johan Frederik Breda Storm (7. april 1893)
348. Wilhelm Dörpfeld (13. april 1894)
349. Michael Jan de Goeje (13. april 1894)
350. Cato Maximilian Guldberg (13. april 1894)
351. Wilhelm Friedrich Philipp Pfeffer (13. april 1894)
352. Nathanaël Pringsheim (13. april 1894)
353. Knut Fredrik Söderwall (13. april 1894)
354. Axel Gudbrand Blytt (5. april 1895)
355. Theodor Magnus Fries (5. april 1895)
356. Theodor von Sickel (5. april 1895)
357. Veit Brecher Wittrock (5. april 1895)
358. Albert Victor Bäcklund (10. april 1896)
359. Armand-Hippolyte-Louis Fizeau (10. april 1896)
360. Johann Wilhelm Hittorf (10. april 1896)
361. John William Strutt (10. april 1896)
362. Robert Collett (9. april 1897)
363. Nils Kristofer Dunér (9. april 1897)
364. Aleksandr Onufrievič Kovalevskij (9. april 1897)
365. Henry Sidgwick (9. april 1897)
366. Ulrich von Wilamowitz-Moellendorff (9. april 1897)
367. Wilhelm August Oskar Hertwig (15. april 1898)
368. Henri-Ferdinand-Marie Moissan (15. april 1898)
369. Gustav von Schmoller (15. april 1898)
370. Eduard Strasburger (15. april 1898)
371. Albert-Jules-Frank Dastre (21. april 1899)
372. Alfred-Jules-Émile Fouillée (21. april 1899)
373. Charles-Émile Picard (21. april 1899)
374. Jules Henri Poincaré (21. april 1899)
375. Édouard-Joseph-Louis-Marie van Beneden (6. april 1900)
376. Felix Anton Dohrn (6. april 1900)
377. Paul Erhlich (6. april 1900)
378. Theodor Wilhelm Engelmann (6. april 1900)
379. Walther Flemming (6. april 1900)
380. Friedrich Robert Helmert (6. april 1900)
381. Louis Henry (6. april 1900)
382. Melchior Treub (6. april 1900)
383. Hermann Karl Usener (6. april 1900)
384. Hugo de Vries (6. april 1900)
385. Friedrich Karl Brugmann (12. april 1901)
386. Heinrich Gustav Adolf Engler (12. april 1901)
387. Karl Eberhardt von Goebel (12. april 1901)
388. Jacob Heinrich van't Hoff (12. april 1901)
389. Sven Otto Pettersson (12. april 1901)
390. William Ramsay (12. april 1901)
391. Henry Augustus Rowland (12. april 1901)
392. Paul Tannerey (12. april 1901)
393. Hermann Alexander Diels (4. april 1902)
394. Theodor Gomperz (4. april 1902)
395. Clas Bernhard Hasselberg (4. april 1902)
396. Adolf Theodor Friedrich Michaelis (4. april 1902)
397. Henrik Mohn (4. april 1902)
398. Ivan Petrovič Pavlov (4. april 1902)
399. Thomas William Rhys Davids (4. april 1902)
400. John Scott Burdon-Sanderson (4. april 1902)
401. Henry Sweet (4. april 1902)
402. Knut Johan Ångström (3. april 1903)
403. Svante August Arrhenius (3. april 1903)
404. William James (3. april 1903)
405. Karl Axel Lichinowsky Kock (3. april 1903)
406. Adolf Gotthard Noreen (3. april 1903)
407. Alf Torp (3. april 1903)
408. Hugo Hildebrand Hildebrandsson (8. april 1904)
409. Friedrich Wilhelm Georg (8. april 1904)
410. Eduard Meyer (8. april 1904)
411. Alfred Elis Törnebohm (8. april 1904)
412. Julius Wellhausen (8. april 1904)
413. Theodor Boveri (7. april 1905)
414. Bengt Jönsson (7. april 1905)
415. Eduard Suess (7. april 1905)
416. Johan Herman Lie Vogt (7. april 1905)
417. Julius von Wiesner (7. april 1905)
418. Johan Nordal Fischer Wille (7. april 1905)
419. David Hilbert(6. april 1906)
420. Friedrich Wilhelm Ostwald (6. april 1906)
421. Johan Hjalmar Théel (6. april 1906)
422. Tycho Fredrik Hugo Tullberg (6. april 1906)
423. Karl Konrad Ferdinand Maria von Amira (5. april 1907)
424. James Dewar (5. april 1907)
425. Gabriel-Jean-Jacques Monod (5. april 1907)
426. Max Noether (5. april 1907)
427. Albrecht Penck (5. april 1907)
428. Corrado Segre(5. april 1907)
429. Paul-Marie Viollet (5. april 1907)
430. Karl Oskar Widman (5. april 1907)
431. Jakob Eriksson (3. april 1908)
432. Hermann Emil Fischer (3. april 1908)
433. Thorstein Hallager Hiortdahl (3. april 1908)
434. John Newport Langley (3. april 1908)
435. Henri-Auguste Omont (3. april 1908)
436. Robert Adolf Armand Tigerstedt (3. april 1908)
437. Georges Dreyer (14. maj 1909)
438. Albrecht Kossel (14. maj 1909)
439. Ernest Lavisse(14. maj 1909)
440. Friedrich Leo (14. maj 1909)
441. Johan Henrik Emil Schück (14. maj 1909)
442. Absalon Taranger (14. maj 1909)
443. Pavek Gavrilovič Vinogradov (14. maj 1909)
444. Gustaf Johan Christoffer Cederschiöld (15. april 1910)
445. Adolf Erman (15. april 1910)
446. Archibald Geikie (15. april 1910)
447. Gustaf Oscar Augustin Montelius (15. april 1910)
448. Ferdinand de Saussure (15. april 1910)
449. Woldemar Voigt (15. april 1910)
450. Gabriel-Émile Bertrand (7. april 1911)
451. Ignacz Goldziher (7. april 1911)
452. Albin Haller (7. april 1911)
453. Hermann Walther Nernst (7. april 1911)
454. Karl Harry Ferdinand Rosenbusch (7. april 1911)
455. Francis Llewellyn Griffith (12. april 1912)
456. Arthur Surridge Hunt (12. april 1912)
457. Dukinfield Henry Scott (12. april 1912)
458. Emil Gabriel Warburg (12. april 1912)
459. Charles-Marie-Joseph Bédier (11. april 1913)
460. Henri-Louis Bergson (11. april 1913)
461. Étienne-Émile-Marie Boutroux (11. april 1913)
462. Franz-Valéry-Marie Cumont (11. april 1913)
463. Jacques-Salomon Hadamard (11. april 1913)
464. Yngvar Nielsen (11. april 1913)
465. Dietrich Schäfer (11. april 1913)
466. James Ward (11. april 1913)
467. Hendrik Antoon Lorentz (17. april 1914)
468. Arthur Anthony MacDonell (17. april 1914)
469. Ilja Iljič Mečnikov (17. april 1914)
470. Hugo Schuchardt (17. april 1914)
471. Eduard Schwartz (17. april 1914)
472. Emil Nestor Setälä (17. april 1914)
473. Charles Scott Sherrington (17. april 1914)
474. Kristoffer Marius Hægstad (28. april 1916)
475. Nils Martin Persson Nilsson (28. april 1916)
476. Magnus Bernhard Olsen (28. april 1916)
477. Hjalmar Sejersted Falk (27. april 1917)
478. Johan August Lundell (27. april 1917)
479. Olof August Danielsson (3. maj 1918)
480. Gerard Jakob de Geer (25. april 1919)
481. Per Gustaf David Granqvist (25. april 1919)
482. Friedrich Carl Andreas (9. april 1920)
483. Hans von Arnim (9. april 1920)
484. George David Birkhoff (9. april 1920)
485. Jules Jean Baptiste Vincent Bordet (9. april 1920)
486. Ferdinand-Eugène Brunot (9. april 1920)
487. Marie Curie (9. april 1920)
488. Albert Einstein (9. april 1920)
489. George Abraham Grierson (9. april 1920)
490. Gabriel-Albert-Auguste Hanotaux (9. april 1920)
491. Pierre Janet (9. april 1920)
492. Heike Kamerlingh Onnes (9. april 1920)
493. François-Antoine-Alfred Lacroix (9. april 1920)
494. Henri Léon Lebesgue (9. april 1920)
495. Wallace Martin Lindsay (9. april 1920)
496. Heinrich Maier (9. april 1920)
497. Paul-Jules-Antoine Meillet (9. april 1920)
498. Hans horst Meyer (9. april 1920)
499. Henri Pirenne (9. april 1920)
500. Max Karl Ernst Ludwig Planck (9. april 1920)
501. Pio Rajna (9. april 1920)
502. Theodore William Richards (9. april 1920)
503. Pierre-Paul-Émile Roux (9. april 1920)
504. Ernest Rutherford (9. april 1920)
505. André-Antoine Thomas (9. april 1920)
506. Joseph John Thomson (9. april 1920)
507. Girolamo Vitelli (9. april 1920)
508. Eilhard Ernst Gustav Wiedemann (9. april 1920)
509. Richard Martin Willstätter (9. april 1920)
510. Edgar Johnson Allen (15. april 1921)
511. Joseph Barcroft (15. april 1921)
512. William Bateson (15. april 1921)
513. William Maddock Bayliss (15. april 1921)
514. Martinus Willem Beijerinck (15. april 1921)
515. Francis Herbert Bradley (15. april 1921)
516. William Henry Bragg (15. april 1921)
517. Albert-Louis-Marie Cuny (15. april 1921)
518. William Morris Davis (15. april 1921)
519. Arthur John Evans (15. april 1921)
520. Hartog Jacob Hamburger (15. april 1921)
521. Edmund Georg Hermann Landau (15. april 1921)
522. Ernst Leonard Lindelöf (15. april 1921)
523. Friedrich Meinecke (15. april 1921)
524. Thomas Hunt Morgan (15. april 1921)
525. Julius Morgenroth (15. april 1921)
526. Friedrich Wilhelm Karl Müller (15. april 1921)
527. Nils Herman Nilsson-Ehle (15. april 1921)
528. Edmond Pottier (15. april 1921)
529. Theobald Smith (15. april 1921)
530. Roland Thaxter (15. april 1921)
531. Vito Volterra (15. april 1921)
532. August von Wassermann (15. april 1921)
533. Max Wilhelm Carl Weber (15. april 1921)
534. Hans Karl Albert Winkler (15. april 1921)
535. Paul-Émile Appell (7. april 1922)
536. Richard von Hertwig (7. april 1922)
537. Andreas Heusler (7. april 1922)
538. Halvdan Koht (7. april 1922)
539. Christiaan Snouck-Hurgronje (7. april 1922)
540. Francis Arthur Bather (6. april 1923)
541. Frederick Orpen Bower (6. april 1923)
542. Carl Vilhelm Ludvig Charlier (6. april 1923)
543. Magnus John Carl August Forssman (6. april 1923)
544. Carl Magnus Fürst (6. april 1923)
545. Albert August von Le Coq (6. april 1923)
546. Edward Granville Browne (11. april 1924)
547. Alan Henderson Gardiner (11. april 1924)
548. Godfrey Harold Hardy (11. april 1924)
549. Werner Jaeger (11. april 1924)
550. Alfred Stern (11. april 1924)
551. Léon-Charles-Albert Calmette (3. april 1925)
552. George de Hevesy (3. april 1925)
553. Axel Holst (3. april 1925)
554. Haimon Einar Harald Löfstedt (3. april 1925)
555. Gustaf Otto Rosenberg (3. april 1925)
556. Ernest Henry Starling (3. april 1925)
557. Félix-Edouard-Justin-Émile Borel (9. april 1926)
558. Henry Hallett Dale (9. april 1926)
559. Peter Debye (9. april 1926)
560. Simon Flexner (9. april 1926)
561. Heinrich Jacob Goldschmidt (9. april 1926)
562. Émile Meyerson (9. april 1926)
563. Eduard Rudolf Thurneysen (9. april 1926)
564. Hendrik Anthony Kramers (blev valgt til indenlands medlem 3. april 1925, efter 11. februar 1927 overført til udenlandsk medlem)
565. Franz Boas (8. april 1927)
566. Lucien-Claude-Jules-Marie Cuénot (8. april 1927)
567. Frederick Gowland Hopkins (8. april 1927)
568. Hideyo Noguchi (8. april 1927)
569. Helmer Smith (8. april 1927)
570. Otto Heinrich Warburg (8. april 1927)
571. Adolf Ossian Aschan (12. april 1928)
572. Vilhelm Friman Koren Bjerknes (13. april 1928)
573. Martin Cecilius August Brinkmann (13. april 1928)
574. Léon Brunschvicg (13. april 1928)
575. Friedrich Hiller von Gaertringen (13. april 1928)
576. Hans Oscar Juel (13. april 1928)
577. Carl Johan Sverdrup Marstrander (13. april 1928)
578. Richard Reitzenstein (13. april 1928)
579. Anders Wiman (13. april 1928)
580. Ludwig Döderlein (5. april 1929)
581. Paul Langevin (5. april 1929)
582. Carl Axel Moberg (5. april 1929)
583. Carl Neuberg (5. april 1929)
584. Kurt Sethe (5. april 1929)
585. Frans Gustaf Emanuel Walberg (5. april 1929)
586. Karl Vilhelm Zetterstéen (5. april 1929)
587. Carl Franz Joseph Erich Correns (11. april 1930)
588. Alfred Lothar Wegener (11. april 1930)
589. Tage Gillis Torsten Carleman (10. april 1931)
590. Alfons Dopsch (10. april 1931)
591. Samson Eitrem (10. april 1931)
592. Federigo Enriques (10. april 1931)
593. Karl von Frisch (10. april 1931)
594. Gustaf Elof Hellquist (10. april 1931)
595. Karl Landsteiner (10. april 1931)
596. Bror Per Evald Lidén (10. april 1931)
597. Paul Ehrenfest (1. april 1932)
598. Otto von Friesen (1. april 1932)
599. Bedřich Hrozný (1. april 1932)
600. Sten Konow (1. april 1932)
601. Gilbert Newton Lewis (1. april 1932)
602. Knut Liestøl (1. april 1932)
603. Axel Johan Einar Lönnberg (1. april 1932)
604. Johan Rutger Sernander (1. april 1932)
605. Joseph Bidez (21. april 1933)
606. Karl Brandi (21. april 1933)
607. Ivar Broman (21. april 1933)
608. Eli Filip Heckscher (21. april 1933)
609. Gustav Komppa (21. april 1933)
610. Svante Samuel Murbeck (21. april 1933)
611. Charles Tate Regan (21. april 1933)
612. Karl Manne Georg Siegbahn (21. april 1933)
613. Torsten Ludvig Thunberg (21. april 1933)
614. Joseph-Jean-Baptiste Vendryes (21. april 1933)
615. James Franck (6. april 1934)
616. Otto Eduard Hermann Neugebauer (6. april 1934)
617. Haakon Shetelig (6. april 1934)
618. Erik Helge Osvald Stensiö (6. april 1934)
619. James Henry Breasted (12. april 1935)
620. Sven Petrus Ekman (12. april 1935)
621. Hans Karl August Simon von Euler-Chelpin (12. april 1935)
622. Karl Anders Axel Grönwall (12. april 1935)
623. Erich Hecke (12. april 1935)
624. Göran Liljestrand (12. april 1935)
625. Otto Lous Mohr (12. april 1935)
626. Carl Wilhelm Oseen (12. april 1935)
627. Gerhart Rodenwaldt (12. april 1935)
628. Hermann Thiersch (12. april 1935)
629. Albert Francis Blakeslee (3. april 1936)
630. August W.H.G. Fischer (3. april 1936)
631. Norbert Jokl (3. april 1936)
632. Klas Bernhard Johannes Karlgren (3. april 1936)
633. Johan Harald Kylin (3. april 1936)
634. Lucien Lévy-Bruhl (3. april 1936)
635. Reynold Alleyne Nicholson (3. april 1936)
636. Hermann Oncken (3. april 1936)
637. Otto Stern (3. april 1936)
638. Anton Wilhelm Brøgger (2. april 1937)
639. Louis Massignon (2. april 1937)
640. Eugen Steinach (2. april 1937)
641. Harold William Vazeille Temperley (2. april 1937)
642. Hans Ture Sigurd Wallengren (2. april 1937)
643. Bror Oscar Eilert Ekwall (8. april 1938)
644. Theodor Frings (8. april 1938)
645. Richard Goldschmidt (8. april 1938)
646. Victor Moritz Goldschmidt (8. april 1938)
647. Haaken Hasberg Gran (8. april 1938)
648. Albrecht Götze (8. april 1938)
649. Richard Ludwig Enno Littmann (8. april 1938)
650. Peyton Rous (8. april 1938)
651. Didrik Arup Seip (8. april 1938)
652. August Thienemann (8. april 1938)
653. Charlse Christian Lauritsen (14. april 1939)
654. Toivo Ilmari Bonsdorff (12. april 1940)
655. Johan Huizinga (12. april 1940)
656. Sigurður Nordal (12. april 1940)
657. Henrik Samuel Nyberg (12. april 1940)
658. Carl Wilhelm von Sydow (12. april 1940)
659. Lauritz Ulrik Absalon Weibull (12. april 1940)

## Præsidenter for selskabet
1. Johan Ludvig Holstein (1742-1763)
2. Otto Thott (1763-1770)
3. Henrik Hielmstierne (1776-1780)
4. Bolle Willum Luxdorph (1780-1788)
5. Andreas Peter Bernstorff (1788-1797)
6. Ernst Heinrich Schimmelmann (1797-1831)
7. Adam Wilhelm Hauch (1831-1838)
8. Prins Christian Frederik (1838-1848)
9. Anders Sandøe Ørsted (1848-1860)
10. Johan Nicolai Madvig (1867-1886)
11. Julius Thomsen (1888-1909)
12. Vilhelm Thomsen (1909-1927)
13. Niels Erik Nørlund (1927-1933)
14. Anders Bjørn Drachmann (1933-1934)
15. Holger Pedersen (1934-1938)
16. Søren Peter Lauritz Sørensen (1938-1939)
17. Niels Bohr (1939-1962)
18. Johannes Peder Ejler Pedersen (1963-1969)
19. Bengt Strömgren (1969-1975)
20. P.J. Riis (1975-1981)
21. Jens Lindhard (1981-1988)
22. Erik Dal (1988-1994)
23. Henning Sørensen (1994-1996)
24. Birger Munk Olsen (1996-2003)
25. Tom Fenchel (2004-2008)
26. Kirsten Hastrup (2008-2016)
27. Mogens Høgh Jensen (2016-2020)
28. Marie-Louise Bech Nosch (2020-2024)[204]
29. Susanne Ditlevsen (2024-)[205]

## Inden- og udenlandske æresmedlemmer indtil 1942
1. Christian Frederik Raben (7. december 1744)
2. Otto Thott (13. december 1744)
3. Frederik Rostgaard (21. december 1744)
4. Martin Folkes (6. oktober 1745)
5. Niels Foss (6. oktober 1745)
6. Ludvig Holberg (6. oktober 1745)
7. Rochus Friedrich zu Lynar (13. marts 1747)
8. Otto Manderup Rantzau (13. marts 1747)
9. Joachim von Brockdorff (26. januar 1750)
10. Cay von Rantzau (9. juli 1755)
11. George Parker Macclesfield (9. juli 1755)
12. Frederik Ludvig Moltke (27. november 1758)
13. Otto Thott (Thott er i medlemslisten ikke anført som æresmedlem, men kun som præsident. I statskalenderen før 1770 er han nævnt som æresmedlem. Fra 19. april 1776 atter valgt til æresmedlem)
14. Joachim Otto Schack-Rathlou (19. april 1776)
15. Frederik Vilhelm Wedel-Jarlsberg (20. marts 1778)
16. Ove Høegh-Guldberg (24. november 1780)
17. Joachim Godske Moltke (22. december 1780)
18. Adam Gottlob Ferdinand Moltke (12. november 1784)
19. Christian Ditlev Frederik Reventlow (6. februar 1795)
20. Cay Friedrich Reventlow (6. februar 1795)
21. Ernst Heinrich von Schimmelmann (4. marts 1796)
22. Frederik Moltke (3. januar 1800)
23. Benjamin Thompson (sommeren 1803)
24. Herman Schubart (21. november 1806)
25. Jørgen Balthazar Winterfeldt (18. december 1807)
26. Marcus Gerhard Rosencrone (12. januar 1810)
27. Johan Sigismund von Møsting (12. januar 1810)
28. Peter Hersleb Classen den ældre (3. marts 1815)
29. Johan von Bülow (8. december 1815)
30. Frederik 8. (13. april 1894)